# Ефремов, Иван Антонович
Ива́н Анто́нович Ефре́мов (10 [23] апреля 1908 года, дер. Вырица, Царскосельский уезд, Санкт-Петербургская губерния, Российская империя — 5 октября 1972 года, Москва, СССР) — советский палеонтолог, писатель-фантаст и социальный мыслитель.
Доктор биологических наук (1941), с 1930 по 1959 год — научный сотрудник Палеонтологического института, с 1937 года — заведующий лабораторией низших позвоночных. Лауреат Сталинской премии второй степени (1952, за монографию «Тафономия и геологическая летопись»). С именем Ефремова связывают три десятилетия развития советской палеонтологии позвоночных. Учёный считается одним из основоположников современной тафономии. Под его руководством экспедиция в пустыне Гоби (1946—1949) открыла ископаемые остатки динозавров, коллекции которых составляют золотой фонд московского Палеонтологического музея. 
В романе-утопии «Туманность Андромеды» (1957) писатель представил масштабную картину коммунистического будущего ― мир Великого Кольца, содружества различных разумных цивилизаций. Роман выразил дух времени — «оттепель», энтузиазм в освоении космоса; ознаменовал начало «золотого века» советской фантастики. В антиутопии «Час Быка» (1968) показан негативный сценарий развития человечества. Иван Ефремов ― автор романов «Лезвие бритвы» (1963), «Таис Афинская» (1972), историко-приключенческих повестей и научно-фантастических рассказов. Его синтетическое мировоззрение, отмеченное влиянием разных идейных традиций, включало утопизм левого толка, эволюционизм, научный рационализм, эзотеризм и гуманизм.
Книги Ефремова стали знаковыми для нескольких поколений советских читателей, знакомили их с современной западной общественной мыслью, затрагивали запретные темы, включая эротизм и психоанализ. Взгляды Ефремова часто вызывали полемику. В советское время его творчество использовалось для легитимации коммунистических идей, а впоследствии становилось объектом различных идеологических манипуляций. К началу XXI века читательская аудитория писателя сократилась, хотя его книги регулярно переиздаются.

## Происхождение и ранние годы
Согласно метрической книге Воскресенской церкви посёлка Суйда Царскосельского уезда, И. А. Ефремов родился 10 (23) апреля 1908 года, в советское время официальной датой его рождения считалось 9 (22) апреля 1907 года. В 1967 году в примечаниях к краткой автобиографии он писал, что, как и многие в 1920-е годы, прибавил «себе года», хотя не исключено, что его возраст определила медицинская комиссия.
Отец, Антип Харитонович Ефремов, купец 2-й гильдии, происходил из заволжских крестьян-староверов. Отслужив в Семёновском полку и проработав помощником казначея хозяйственного комитета Покровской общины, он начал своё дело в Вырице. Антип поначалу арендовал Вырицкий лесопильный завод у семьи князей Витгенштейнов, а впоследствии создал собственное производство и занял видное положение среди местных земских деятелей и благотворителей. Женился он поздно, поставив крестьянке Варваре Александровне условие, что брак будет заключён после рождения наследника ― Иван стал законным сыном по решению суда 18 декабря 1910 года. Примерно в то время Антип Харитонович сменил имя на «Антон», что биографы связывают с его вхождением в петербургские деловые круги.
Ефремовы жили в просторном доме в Вырице, годом ранее Ивана родилась сестра Надежда, а брат Василий ― годом позже. О своём детстве Ефремов говорить не любил, хотя оно вряд ли было трудным или несчастным. Он вспоминал, что «…семья-то была самая что ни на есть обыкновенно мещанская, с жестоким деспотизмом отца, как то принято у староверов, внутренне глубочайше некультурная», добавляя, что «революция была также и моим освобождением от мещанства». Его способности проявились достаточно рано: в четыре года он научился читать, в шесть — познакомился с творчеством Жюля Верна и полюбил книги о землепроходцах, мореплавателях и учёных. У отца была библиотека, и Иван стал первым её читателем. Большое впечатление произвели «Двадцать тысяч льё под водой», в библиотеках Бердянска и Херсона вслед за книгами Жюля Верна были прочитаны Хаггард, Уэллс, Конан Дойл, Рони-старший, Мелвилл, Джек Лондон, Конрад. Ефремов вспоминал о детском пристрастии к тяжёлым вещам — к свинцовым часовым гирям, медным ступкам и утюгам, а также к минералам, особенно кристаллам.
Летом 1914 года Антон Харитонович отправил семью в Бердянск (врачи рекомендовали Василию южный климат), где Иван поступил в гимназию. В 1917 году родители развелись, а в конце 1918 года мать с детьми перебралась в Херсон к родственнице, возможно, внебрачной дочери бывшего мужа. В 1919 году она вышла замуж за красного командира и уехала с ним, когда Красная армия летом ушла с Украины. Дети остались у родственницы, которая в конце года умерла от сыпного тифа. Этот период стал одним из наиболее драматичных в жизни Ефремова, ему пришлось испытать на себе политический хаос Гражданской войны. Трое детей оказались брошенными на произвол судьбы, зимой 1920 года им приходилось продавать вещи, чтобы выжить в условиях полной нищеты, голода и болезней. При бомбардировке Очакова Иван был контужен и с этого времени начал немного заикаться. Он прибился к автороте 6-й армии РККА, располагавшейся по соседству, помогал на автобазе. В автороте он освоил устройство автомобиля и вождение. Вместе с ротой «сыном полка» дошёл до Перекопа, а после расформирования роты был демобилизован в конце 1921 года. Узнав, что отец забрал брата и сестру из Херсона в Петроград, уехал вслед за ними с твёрдым намерением учиться.

## Образование и начало научной карьеры
О школьном периоде жизни Ефремова известно мало: ни он сам, ни биографы не указывали, где именно он жил в Петрограде, общался ли с родственниками; в источниках имеются разночтения о времени окончания школы. Писатель избегал вспоминать родителей, отношения с которыми, по всей видимости, характеризовались отчуждённостью, и охотно говорил об учителе математики В. А. Давыдове, академиках А. Борисяке и П. Сушкине. В очерке «Путь в науку» (1964) Ефремов писал, что «остался без родителей в возрасте двенадцати лет». По предложению Давыдова учился экстерном (два класса за один год) и отучился два с половиной года. Учёбу пришлось совмещать с заработком на жизнь: Иван работал грузчиком (разгружал дрова из вагонов и выгружал с барж), пильщиком дров, помощником шофёра, шофёром. Последнюю работу пришлось оставить, чтобы сдать выпускные экзамены.
Юноша увлёкся наукой о вымерших животных, ещё в школе читал книги «Вымершие животные» Р. Ланкастера и «Превращения животного мира» Ш. Депере. Он обращался к профессору Горного института Н. Яковлеву (в 1922 году), тогдашнему президенту Русского палеонтологического общества, и к академику Борисяку. Судьбоносным стало знакомство в начале 1923 года с академиком Сушкиным — на Ивана произвела впечатление статья учёного о северодвинской пермской фауне, и он написал академику письмо. Однако вакансии в Геологическом музее, где Сушкин заведовал галереей, не было. В 1923 году Ефремов сдал экзамены на штурмана каботажного плавания при Петроградских мореходных классах и весной 1924 года по протекции капитана Д. Лухманова уехал на Дальний Восток. Будущий палеонтолог плавал матросом на судне у берегов Сахалина и по Охотскому морю. Он вспоминал о тех временах, что только «врождённая сила и боксёрское умение» помогли ему отстоять «своё достоинство» в «компании со всякой шпаной».
По рекомендации Сушкина в 1924 году Ефремов поступил на биологическое отделение физико-математического факультета ЛГУ, сначала — вольнослушателем, а через год — студентом. В 1925 году у Сушкина освободилось место препаратора в Геологическом музее, и Иван стал научно-техническим сотрудником Академии наук. В том же году он успел отплавать на Каспии командиром гидрографического катера. По свидетельствам очевидцев, до некоторой степени Сушкин был воспитателем юного Ефремова. Его способности сразу заметили — академик В. Л. Комаров в рекомендательном письме для одной из его первых командировок писал: «Молодой человек — настоящий тип начинающего учёного». В 1926 году, на третьем курсе, он оставил учёбу, возможно, из-за того, что не получил стипендию, поскольку не был рабфаковцем и коммунистом; частые студенческие чистки не способствовали нормальной атмосфере в университете. Предполагается, что Ефремов, с одной стороны, оказался под влиянием распространённого в студенчестве социального утопизма, а с другой стороны, могло иметь место государственное давление из-за его «непролетарского происхождения».
С середины 1920-х годов его жизнь проходит в палеонтологических и геологических экспедициях, маршруты пролегали по Поволжью (Большое Богдо), северу Европейской части СССР, Уралу и Средней Азии, затем — в малоисследованных областях Восточной Сибири, Якутии и Дальнего Востока. Если от Сушкина молодой учёный воспринял биологический взгляд на палеонтологию, на изучение окаменелостей, то в экспедициях он наблюдал за условиями захоронения позвоночных, что способствовало «геологизации мышления».
По подсчётам самого Ефремова, он руководил 26 экспедициями из 31, в которых участвовал (17 экспедиций были палеонтологическими и 14 ― геологическими). В ходе первой экспедиции в 1926 году удалось разработать местонахождения земноводных в известняках нижнего триаса (гора Богдо близ озера Баскунчак в районе Прикаспия), обнаружить остатки темноспидальных амфибий и других лабиринтодонтов. Результаты Ефремов отразил в своей первой научной статье (1928). В тот же год исследования Богдо продолжились. По настоянию Сушкина в 1927―1928 годах состоялись экспедиции в район рек Шарженга и Ветлуга, притоков Юги и Волги, откуда молодой учёный привёз множество черепов лабиринтодонтов (стегоцефалов) триаса. Раскопки близ Шарженги увенчались успехом: маршрут экспедиции превысил 600 км, в первый сезон было обнаружено почти сто костей, а общее количество находок приближалось к тысяче. В ходе раскопок в Волго-Двинском бассейне в 1927—1930 годах Ефремов обнаружил лабиринтодонтов и мелких рептилий (архозавров и других), ранее неизвестной фауны амфибий раннего триаса. Первого открытого на Шарженге и наиболее распространённого лабиринтодонта он сначала назвал в честь Сушкина — Bentosuchus suchkini . В 1929—1930 годах Ефремов дважды исследовал медистые песчаники (пермский период) в Каргалинских медных рудниках в Оренбуржье, изучал «динозавровый горизонт» северных предгорий Тянь-Шаня (1929) и пермские и триасовые ископаемые в Приуралье и на Севере европейской части СССР (Урало-Двинская экспедиция 1930 года).
Его карьера как учёного и организатора науки продвигалась быстро. В 1929 году он стал научным сотрудником II разряда. В 1930 году академик Борисяк организовал отдельный Палеозоологический институт, позднее переименованный в Палеонтологический (ПИН). С 1930 года Ефремов — научный сотрудник I разряда, с 1935 года — учёный специалист, с 1937 года — заведующий отделом низших позвоночных в Палеонтологическом институте. Первая половина 1930-х годов оказалась насыщенной: в Ленинграде с 1929 по 1935 год учёный совмещал геологические полевые исследования с полной нагрузкой в Академии наук (хотя никогда не преподавал, поскольку не мог долго говорить). В 1932―1935 годах прошёл курс геологоразведочного факультета Ленинградского горного института и стал горным инженером. Диплом с отличием он получил в 1937 году. В 1935 году по совокупности научных работ была присвоена степень кандидата биологических наук, по разделу «Палеонтология» без официальной защиты. В 1930 году Ефремов женился на Ксении Николаевне Свитальской, дочери профессора Горного института, геолога Н. И. Свитальского; брак распался до 1935 года.

## Научная работа в 1930—1940-е годы
С начала 1930-х годов Ефремов проводил геологические экспедиции в поисках нефти, угля, золота, руды и других полезных ископаемых. Помимо Урала, исследования проводились в малоизученных регионах ― Сихотэ-Алине, Амуро-Амгуньском междуречье, центральных районах горной Якутии и Восточной Сибири, включая Верхне-Чарскую котловину. С июня по ноябрь 1931 года Ефремов ― начальник отряда Нижне-Амурской экспедиции, исследовал долину реки Горин, район озера Эворон. В 1932 году его отряд в тяжёлых погодных условиях прошёл 600 км по рекам Нюкже, Верхней Ларбе и Аммуначе, осуществил геологическую съёмку, обследовал долину реки Геткан до Тынды (Олёкмо-Тындинская экспедиция). Экспедиция в том числе занималась поисками оптимального участка для будущей железной дороги ― по этому маршруту позднее был проложен отрезок БАМа. Одна из сложнейших в жизни Ефремова ― Верхне-Чарская экспедиция 1934―1935 годов, в которой проводились, в частности, поиски нефти. Отряд прошёл по реке Олёкма, обследовал долины реки Токко и Чары; температура нередко опускалась ниже минус сорока градусов. Протяжённость маршрутов превысила 2700 км, были обнаружены уголь, медь и железо. Результаты картографирования и топографической съёмки позднее использовались при создании Большого советского атласа мира. Как писал палеонтолог П. Чудинов, в пути Ефремов всегда был спокоен, как будто уже знал местность, что биограф связывал с врождённой наблюдательностью и чувством единства с природой и приводил слова учёного: «Важнейшая сторона воспитания — это развитие острого восприятия природы. Притупление внимания к природе равносильно остановке развития человека, так как разучаясь наблюдать, человек теряет способность обобщать». Экспедиции Ефремова позднее породили легенды: он якобы искал золото в тайге, руководя группой рабочих-уголовников с помощью маузера, и успешно доставил и найденное золото, и уголовников.
В 1935 году ПИН переехал в Москву. Ефремов был уже опытным геологом, за плечами которого были сложнейшие экспедиции, автором семнадцати публикаций и отчётов. С 1935 года начались раскопки крупных ископаемых у села Ишеево (современный Башкортостан), которые велись ежегодно до 1939 года — последнего полевого сезона Ефремова. В Ишеево была открыта разнообразная фауна наземных позвоночных перми. Учёный продолжал поездки в Приуралье, осматривал Каргалинские рудники и медные рудники Башкирии. Ефремов спускался в старые шахты, часто рискуя жизнью; он надеялся на новые находки в уже исследованных местонахождениях, попутно изучая условия сохранности остатков. Исследования рудников были малоудачными с точки зрения первой задачи, но плодотворными для анализа условий захоронения. В 1936 году он женился на зоологе из ПИН Елене Дометьевне Конжуковой. Родившийся в том же году сын Аллан был назван в честь литературного персонажа. В Москве супруги получили двухкомнатную квартиру в Большом Спасоглинищевском переулке, недалеко от Китай-города. По воспоминаниям Аллана о своей матери, «от неё отец получил заряд общей культуры. Будучи из хорошей семьи, она оказала сильнейшее влияние на его мировоззрение и на его дальнейшую судьбу, как и он на неё».
При подготовке к XVII Международному геологическому конгрессу в Москве (1937) обнаружилась нехватка помещений для перевезённых из Ленинграда коллекций, и Ефремов стал инициатором письма нескольких учёных к Сталину с просьбой решить эту проблему. Как отмечал историк В. В. Комиссаров, неизвестно, дошло ли письмо до адресата, однако, как правило, «вождь» получал подобные письма; помещения были выделены. На конгрессе учёный прочитал доклад о наземных позвоночных перми и нижнего триаса. В том году Ефремов вполне мог быть арестован, когда среди множества учёных был репрессирован его бывший тесть Н. Свитальский, вице-президент Академии наук УССР, а в начале 1938 года арестовали руководителя его первой экспедиции М. Баярунаса. Ожидая ареста, учёный сжёг большую часть дневников и писем. Его опасения были небеспочвенными, поскольку Ефремов, помимо прочего, переписывался с немецким палеонтологом Ф. фон Хюне. Экспедиции в 1930-е годы проходили в Сибири и на Дальнем Востоке, поэтому он, несомненно, знал о лагерях и спецпоселениях. Отсылкой к сталинским репрессиям можно считать осуждение в «Лезвии бритвы» средневековой «охоты на ведьм» и упоминание об ужасах пыток, повторённое в «Часе Быка». Хотя Ефремов чаще всего избегал политических оценок, в конце жизни в одном из писем (1968) он назвал сталинское время «контрреволюционным», периодом «тирании», а места заключения в СССР ― «концлагерем» (1963).
В марте 1941 года за работу «Фауна наземных позвоночных средних зон перми СССР» Ефремову была присвоена учёная степень доктора биологических наук, диссертация в основном затрагивала мезенскую фауну пресмыкающихся и описывала дейноцефала-улемозавра из Ишеево, ВАК присвоила звание профессора в 1943 году. В начале Великой Отечественной войны занимался эвакуацией коллекции Палеонтологического института. В конце 1941 ― начале 1942 года — консультант экспедиции «особого назначения» в Свердловске, Чкалове и Приуралье. Весной 1942 года в Свердловске он перенёс тяжёлую форму лихорадки тифозного типа, получив тяжёлую болезнь сердца. Болезнь надолго приковала его к постели. Учёный находился в Алма-Ате, а в 1943 году — во Фрунзе. В эвакуации он много занимался организационной работой, пытаясь работать над монографией по тафономии. Во Фрунзе Палеонтологический институт разместился в здании Киргизского пединститута; как пишут биографы, кабинет учёного располагался в тамбуре, где он заканчивал рукопись «Тафономии». В Алма-Ате приступ болезни повторился. Из эвакуации вернулся в конце 1943 года.
К 1944 году относятся обобщающая статья об остатках динозавров в Средней Азии и материал по стратиграфии верхнепермских отложений в европейской части СССР. Эта работа активно использовалась для геологической съёмки. Летом 1945 года Ефремов — руководитель экспозиции, приуроченной к юбилею Академии наук. В 1945 году он совместно с В. А. Обручевым воссоздал научно-популярный журнал «Вокруг света», закрывшийся в начале войны, и поначалу возглавлял его редколлегию. Оба учёных влияли на тематику издания ― в публикациях преобладали палеонтология, геология, археология. В 1946 году вышла небольшая монография по батрахозаврам («лягушкоящерам»), после которой интересы учёного сместились от земноводных к тероморфам (зверообразным пресмыкающимся).
Как отмечал Комиссаров, Ефремов не получил систематического образования и фундаментальной подготовки, однако сумел достичь значительных результатов и общественного статуса благодаря упорству, труду, способностям организатора и лояльности к властям. Его характеризовали честность, открытость, принципиальность, вера в своё дело, высокая требовательность к себе и другим. В этой связи приводится цитата из «Лезвия бритвы»: «Начальник — тот, кто в трудные моменты не только наравне, а впереди всех. Первое плечо под застрявшую машину — начальника, первый в ледяную воду — начальник, первая лодка через порог — начальника, потому-то он и начальник, что ум, мужество, сила, здоровье позволяют быть впереди. А если не позволяют — нечего и браться». Учёный считал главным в науке труд, что соответствовало его собственным качествам — исключительным усердию и работоспособности. Выходец из разночинцев Ефремов в социальном и профессиональном плане воплощал образ советского интеллигента, который, пройдя через тяготы Гражданской войны, сумел реализовать себя как учёный. По мнению Комиссарова, жизненные испытания не озлобили Ефремова, а способствовали критическому отношению к действительности и нравственной стойкости.

## Монгольские экспедиции
Вершина исследовательской деятельности Ефремова ― руководство в 1946, 1948 и 1949 годах тремя палеонтологическими экспедициями в Монголию. О перспективах региона было известно ещё в 1920-е годы, после американской экспедиции Р. Ч. Эндрюса. Исследования обсуждались в Академии наук до войны. В 1945 году Ефремов и Ю. Орлов, занявший должность директора ПИН после смерти Борисяка, начали продвигать идею экспедиции в Монголию по государственным инстанциям. Учёные обращались как к научной аргументации, так и к понятной чиновникам идеологической риторике, ссылаясь на возможные «открытия мирового значения», которые повысят авторитет советской науки. Основная организационная нагрузка легла на Ефремова, которому пришлось пройти всю бюрократическую цепочку (включавшую Академию наук и различные государственные ведомства вплоть до ЦК), чтобы добиться утверждения экспедиций, их финансирования и снаряжения. Проекту был дан зелёный свет: Ефремов стал руководителем экспедиции, Орлов — научным консультантом; в составе работали такие учёные, как В. Громов, А. Кирпичников, К. Флёров, Я. Эглон, М. Лукьянова и другие.
Ефремов хорошо знал о раскопках американских учёных, но не во всём соглашался с их выводами и хотел проверить гипотезу тафономии, считая, что «Центральная Азия в меловой период была заболоченной низменностью с множеством воды и богатейшей растительностью». Экспедиция стартовала только в августе 1946 года; Ефремов принял важное решение, которое определило её успех: он рискнул провести раскопки не по запланированному маршруту (в более изученной и доступной Средней и Восточной Гоби, где ожидал «верный успех средней руки»), а в неизведанном регионе Южной Гоби. Учёный рассчитывал на серьёзные находки уже в первом полевом сезоне; определяя возможные местонахождения, он следовал положениям собственной тафономии. За сентябрь и октябрь было пройдено 4700 км, преимущественно по южным районам Гоби, в условиях неблагоприятного климата, без воды и по бездорожью. На начальника экспедиции легла колоссальная нагрузка по решению различных вопросов, особенно частых поломок машин и контроля за расходом горючего. Хотя экспедиция планировалась как предварительная и разведывательная, она добилась крупного успеха: вес материалов составил 70 тонн, в основном ― окаменелости позднего мела. Помимо уже известных местонахождений меловых динозавров Ширэгин-Гашун и Баин-Дзак, были обнаружены новые: в Южной Гоби — Нэмэгэту, Улан-Ош, Олгой Улан-Цав, Алтан-Ула («Могила Дракона»); в Восточной Гоби — Баин-Ширэ, Хамарин-Хурал и другие. Наиболее ценной находкой стало гигантское местонахождение динозавров в котловине Нэмэгэту, в 400 км к западу от Далан-Дзадагада.
Из-за обработки большого количества материалов следующую экспедицию пришлось перенести на 1948 год; с этой просьбой Ефремов обращался лично к С. Вавилову, прося его о содействии в ряде вопросов. Ефремов столкнулся с ещё большим количеством административно-бюрократических барьеров и межведомственной несогласованностью — в частной переписке он жаловался на «чудовищный бюрократизм», «абсолютное чиновничье бездушие» и «гнусную бумажную волокиту». Подготовка третьей экспедиции оказалась проще ввиду уже очевидного влияния работ на международный престиж советской палеонтологии. За два сезона (1948 и 1949), прежде всего в ходе масштабных раскопок в Нэмэгэту, исследователи достигли выдающихся результатов. Среди найденных и вывезенных мезо-кайнозойских находок — десять полных скелетов динозавров, включая два скелета крупных травоядных зауролофов, их черепа и блоки с отпечатками кожи, четыре скелета тарбозавров, части скелетов зауропод и гадрозавров; крупные наземные карнозавры и анкилозавры, ранее неизвестные в Евразии; многочисленные ископаемые деревья, остатки гигантских черепах, крокодилов, рыб, а также млекопитающих палеогена и др. Было привезено 120 тонн палеонтологических коллекций, а общий пройденный маршрут составил 27 тысяч км, в основном по малоизученной Южной Гоби. В дополнение к множеству находок различных динозавров мела и позвоночных палеоцена и раннего эоцена, учёным удалось разделить на три группы меловую фауну, собрать новые данные о палеогеографии и климате Монголии в меловой период. Теоретические догадки Ефремова подтвердились: Гоби не была пустыней со времён мезозоя, как ранее считалось, а в течение десятков миллионов лет представляла собой заболоченные низменности, богатые флорой и фауной.

## 1950-е годы и уход из науки
Несмотря на успех монгольских экспедиций, Политбюро ЦК не стало их продлевать. В годы экспедиций Ефремову удалось написать ряд статей, в 1950 году вышел фундаментальный труд «Тафономия и геологическая летопись», который два года спустя получил Сталинскую премию второй степени. В 1953 году Ефремов исполнял обязанности директора и осенью выдвигался в члены-корреспонденты, но неудачно, что, по всей вероятности, воспринял болезненно. В 1954 году прочитал доклад на Всесоюзном палеонтологическом совещании о стратиграфических схемах, вышли научно-популярная статья «Что такое тафономия?» и обзор результатов монгольских экспедиций. В начале 1950-х годов ещё одно его предложение по Монголии не поддержали в ПИН, поскольку институт и так был заполнен коллекциями, которые негде было хранить; учёный, тем не менее, мечтал о раскопках в Индии, Бирме, Афганистане. Он продолжил работу над монгольской тематикой и пермской фауной, подготовил ряд экспедиций на территории СССР. В 1957 добился раскопок около Очёра (Пермская область), что привело к трём плодотворным сезонам. В 1958 году Ефремов совершил месячную поездку в Китай, участвовал в подготовке китайской экспедиции во Внутреннюю Монголию, но не смог её возглавить по состоянию здоровья. Его последняя научно-популярная статья ― «Космос и палеонтология» (1967).
«Гобийская одиссея» укрепила научный авторитет Ефремова, однако фактически способствовала уходу из профессии: административная деятельность отдалила его от науки, ему пришлось заново адаптироваться к текущей работе в ПИН. Если в экспедициях он самостоятельно принимал решения, то в институте зависел от начальства, что негативно отразилось на его самочувствии и настроении. Физические нагрузки и климатические адаптации сказались на его здоровье; в Гоби он работал с невралгией правой руки и болями в области сердца. С начала 1950-х годов он начал болеть, а к середине 1950-х годов проблемы с сердцем обострились, и в 1955 году Ефремов получил временную инвалидность (которую впоследствии продлевал), что исключало формальную занятость. В 1956 году учёный вернулся в институт, но полноценно уже не работал и официально ушёл из ПИН в 1959 году. Уходу сопутствовали разногласия с руководством: Ефремов упрекал Орлова в нерешительности в вопросах реорганизации института, его развития и расширения. В 1962 году он последний раз попытался вернуться в ПИН, но там не было подходящей вакансии; Ефремов в личном письме гневно обвинил Орлова в намеренных действиях против него. Историк науки Т. И. Юсупова заключала, что независимость и открытость Ефремова («настойчивое упрямство», по его собственному признанию) не слишком сочетались с приспособлением к новым обстоятельствам и с поведенческой гибкостью и привели к конфликту с руководством ПИН. Ефремов не смог принять формального отношения и апелляции к трудовому законодательству.
В 1950-е годы была написана научно-популярная книга «Дорога ветров», в которой Ефремов изложил свои впечатления о монгольских экспедициях. Автор охарактеризовал книгу как «заметки путешественника, знакомящие с областью Центральной Азии, а также с некоторыми достижениями палеонтологической науки». Название отсылает к караванному пути из Китая в Россию через северную Гоби. Первую часть («Кости Дракона»), посвящённую исследованиям 1946 года, Ефремов закончил сразу после возвращения из Монголии, однако её опубликовать не удалось, а работа над второй частью («Память земли») затянулась. «Дорога ветров» была издана в 1956 году. В книге живым и образным языком рассказывается о трудных буднях экспедиции, самоотверженности её участников, о научных открытиях. Красочные зарисовки быта и яркие портреты людей сочетаются с выразительными описаниями природы. Автор популяризирует геологию и палеонтологию, рассуждает о полевой работе учёных, об эволюции животного мира, единстве человека и природы, значении прошлого.

## Последние годы жизни
В 1960-е годы книги Ефремова печатались большими тиражами, его произведения открывали сборники научной фантастики и представляли советскую фантастику за рубежом, а его отношения с властями формально были отличными. «Лезвие бритвы» продавалось на чёрном рынке за огромные деньги — 40 рублей. Тем не менее в 1964 году писатель жаловался в частной переписке, что написание книг ― «дело выгодное лишь для халтурщиков или заказников». По его подсчётам, за пять с половиной лет работы над «Лезвием бритвы» он заработал меньше, чем если бы получал зарплату доктора наук и тем более заведующего лабораторией. В 1961 году от декомпенсации порока сердца умерла его вторая жена, борьба за её жизнь безуспешно велась пять месяцев. В последние годы Ефремов долго и тяжело болел, его здоровье неуклонно ухудшалось. По медицинским причинам ему предписывался строгий режим, запрещались путешествия, кроме Крыма (Коктебель), позднее — водного маршрута на пароходе по Волге, а в конце жизни ему разрешалось отдыхать только в Подмосковье. В 1962 году он женился на Таисии Иосифовне Юхневской, чья любовь и забота, по словам Чудинова, продлили ему жизнь; Таисия стала музой писателя, который посвятил ей последние произведения. В марте 1966 года после острого сердечного приступа (кардиальная астма с отёком лёгких) Ефремов остался жив благодаря жене, которая вовремя сделала инъекцию и не позволила отвезти его в больницу. Писатель часто сравнивал себя с броненосцем, который получил пробоину и медленно шёл ко дну.
После пражских событий советское руководство ужесточило идеологический контроль и цензуру, нацелившись на научную фантастику. Как полагал С. Сергеев, Ефремов предвидел скандал вокруг «Часа Быка», однако в целом успешно пытался смягчить его последствия, максимально затруднить работу доносчикам и идеологам. Он советовал В. Дмитревскому отменить обсуждение романа в Союзе писателей в Ленинграде и категорически отрицал любые параллели или сравнения с современностью, позиционируя роман как антимаоистский; не исключено, что он верил в свою версию, хотя параллель с СССР неизбежно возникала. Проблемы начались «снизу»: в ЦК КПСС поступали «сигналы» от «бдительных» граждан, заметивших в книге идеологические ошибки — как, например, детальный философский разбор книги, возможно, выполненный коллективом авторов. После книжной публикации «расшифровкой» романа занялся КГБ: в секретной записке в ЦК от 28 сентября 1970 года за подписью Ю. Андропова утверждалось, что писатель «под видом критики общественного строя на фантастической планете „Торманс“ по существу клевещет на советскую действительность». Вопрос препоручили ЦК ВЛКСМ, который указал «Молодой гвардии» «на необходимость повышения требований к авторам и более тщательной работы над рукописью». Одновременно сместили главного редактора журнала «Молодая гвардия» А. Никонова и двух его заместителей за публикации «националистического характера». Не исключено, что «Час Быка» стал поводом для атаки на редколлегию (о чём Ефремов знал), которая подозревалась в национализме ― чистка журнала уравновесила разгром либерального «Нового мира».
Журнал «Молодая гвардия» …подвергается суровой критике (на мой взгляд преувеличенной). В числе ошибок редакции… считают и опубликование моего романа. Некоторые люди усмотрели в романе опорочивание нашего строя. …Разумеется, «Час Быка» — очень сложный роман, и одной из его главных целей была критика маоизма, который, как известно, использует опыт коммунистического строительства в нашей стране, искажая и выворачивая его в своих целях. И очень плохо для критики, если изображение будущего строя, смоделированного по маоистскому Китаю плюс гангстерскому монополистическому капитализму, она принимает за какое-то изображение нашего строя!

…
Вполне возможно, что у меня могут встретиться неточные отдельные места, но как может фантастический роман претендовать на абсолютную непогрешимость предсказаний будущего или описаний такового?..

…
Естественно, я обращаюсь в высший орган партии нашей страны с просьбой или указать мне мои ошибки, или разъяснить, что опубликование моего романа «Час Быка» не является идеологической ошибкой редакции журнала «Молодая гвардия» или, соответственно, издательства.
20 ноября 1970 года писатель, возможно, по просьбе «Молодой гвардии», направил почтительное письмо секретарю ЦК КПСС П. Демичеву, который курировал вопросы культуры; к письму прилагался авторский экземпляр романа. Обращение возымело эффект: Демичев принял Ефремова, подробности встречи известны из воспоминаний вдовы писателя в изложении писателя А. Измайлова и, возможно, не являются полностью достоверными. По словам Т. Ефремовой, встреча прошла в доброжелательной атмосфере, писатель и идеолог нашли взаимопонимание. Демичев лично прочёл роман, его не устраивала коллегиальность власти на планете Торманс, он советовал подчеркнуть единовластие. По результатам беседы Ефремов оптимистично писал Дмитревскому, что «„Час Быка“ можно „пропагандировать“», поскольку «нападение отведено самыми высокими инстанциями». Отдел культуры ЦК прокомментировал встречу: «Писатель И. А. Ефремов…выражает несогласие с некоторыми критическими оценками его научно-фантастического романа „Час Быка“…ему даны необходимые разъяснения…И. А. Ефремов беседой удовлетворён». Несмотря на благожелательный тон официальных постановлений, роман фактически запретили, хотя внешне лояльного автора трогать не стали. Запрету способствовали чисто коммерческие обстоятельства (в записке Андропова отмечалось, что на «чёрном рынке» роман продаётся в 10 раз дороже официальной цены) и внимание к книге со стороны эмигрантской критики. «Час Быка» не переиздавался до 1988 года, запрет распространялся на упоминание, хотя из библиотек книга, скорее всего, систематически не изымалась.

## Вклад в науку
В круг научных интересов Ефремова входили несколько направлений, среди которых П. Чудинов выделял четыре: тафономию, описание земноводных и пресмыкающихся, стратиграфию и обзорные работы (морскими отложениями и беспозвоночными он интересовался мало). Его труды затрагивали всю тематику древнейших наземных позвоночных, включая фауны динозавров в СССР и Монголии. Научное наследие Ефремова включает около ста научных работ, двухсот других публикаций, среди которых заметки, рецензии, отзывы, научно-популярные статьи.
Ефремов писал на разные палеонтологические темы, его интересы постепенно смещались от описания остатков позвоночных к их использованию для целей стратификации; его схемы континентальных отложений использовались геологами. Среди описаний пермских позвоночных ― котилозавры из Белебея (Башкирия), пресмыкающиеся с низовьев Мезени, хищные дейноцефалы (Ишеево); учёный исследовал черепа улемозавров-мосхопсов (Ишеево) и др. В соавторстве с А. П. Быстровым опубликовал монографию (1940) по остеологии и анатомии эотриасового лабиринтодонта-бентозуха с реки Шарженги. За монографию авторы в 1957 году были удостоены почётных дипломов Линнеевского общества (Англия). В описании мезенской фауны в 1938―1940 годах Ефремов установил новые роды пресмыкающихся: никтифрурет, никтеролет (мелкие котилозавры) и мезенозавр (мелкий хищник). Большое количество находок в Волго-Двинском бассейне позволило выделить группу новых родов древнейших амфибий раннего триаса (Neorachitomi). На основе остатков черепа из Ишеево палеонтолог выявил новый род рептиломорфных амфибий — лантанозухов и выделил подкласс батрахозавров, которые, согласно его анализу, занимали промежуточное место между земноводными и пресмыкающимися.
В середине 1930-х годов учёный наметил идеи будущей «тафономии». Хотя аналогичные разработки велись немецкими исследователями с начала XX века, Ефремов обратил внимание на закономерности процессов уничтожения геологической летописи, в дополнение к вопросам образования местонахождений и захоронения остатков. Основные положения тафономии были изложены в статье в американском журнале «Pan-American Geologist» в 1940 году. Тафономия характеризовалась как «учение о закономерностях захоронения органических остатков, то есть закономерностях перехода органических остатков из биосферы в литосферу в результате совокупности геологических и биологических процессов», в результате которых остатки организмов становятся окаменелостями. Этот подход позволял объяснить отсутствие или слабое присутствие в геологической летописи переходных и редких форм. Задачей тафономии являлось «создание представлений о выпавшей из геологической летописи части органического мира прошлых геологических эпох, познание пределов точности теоретических построений палеонтологии». Помимо обособления исследовательской области, Ефремов рассчитывал получить больше данных из окаменелостей, чтобы лучше изучить среду прошлого и доисторическую фауну и, как следствие, лучше понять историю эволюции. Геолого-биологический метод тафономии через исторический анализ рассматривал как геологическую летопись, так и переход в современных условиях от биоценоза к танатоценозу. Поэтому методологически тафономия включала биостратономию (распределение органических остатков в осадках) и актуопалеонтологию (современное захоронение остатков), но не палеоэкологию. Актуопалеонтология позволяла рассмотреть палеоэкологические и эволюционные аспекты комплексов ископаемых остатков, обычно включавших различные организмы и таксоны с общей стратиграфией.
В работах начала 1940-х годов Ефремов систематизировал сведения по всем пермским и триасовым наземным позвоночным в СССР. На основе этих данных он составил последовательную зональную схему (которую неоднократно уточнял, основной стала версия 1952 года) для стратиграфии континентальных перми и нижнего триаса. Схема включала три зоны перми: различные виды дейноцефалов (зоны I—II), пеликозавры и котилозавры (первоначально ― зона III, которая, как в дальнейшем выяснилось, существовала одновременно с зоной II), парейазавры (IV); три зоны триаса: лабиринтодонты-бентозухиды, ветлугозавры, архозавры (V); трематозавриды и капитозавры (VI); крупные лабиринтодонты и дицинодонты (VII). Стратиграфическая схема расчленения красноцветных отложений, включавшая их межконтинентальную корреляцию по фаунам позвоночных, получила широкое международное признание у геологов и с небольшими уточнениями существовала на конец XX века.
В капитальном труде «Фауна наземных позвоночных в пермских медистых песчаниках Западного Приуралья» (1954) учёный обобщил свои многолетние исследования. Медистые песчаники и их фауна долгое время интересовали Ефремова и связывались с другими темами. Монография стала своего рода энциклопедией континентальной перми, включала морфологию и систематику фауны. Автор выделил новые виды хищных дейноцефалов и других терапсид. Работа привлекла внимание не только палеонтологов, но и геологов, географов, историков Западного Приуралья. Написанный в соавторстве с Б. П. Вьюшковым «Каталог местонахождений…» (1955) обобщил открытия и исследования местонахождений наземных позвоночных перми и триаса на территории СССР первой половины XX века, завершив «эру Ефремова» в советской палеонтологии. Каталог долго оставался единственным в своём роде изданием в СССР.

## Литературное творчество

### Ранние произведения. «На краю Ойкумены»
Ефремов пробовал писать ещё в юности, однако бросил начатый в середине 1920-х годов роман об Атлантиде, а в 1930-е годы он безуспешно пытался записывать воспоминания геолога. После тяжёлой болезни во время эвакуации в 1942—1943 годах был задуман и написан цикл из семи рассказов ― историй о необычных путешествиях и приключениях, которые рассказывают моряки, геологи, лётчики, инженеры. Литературным дебютом стала «Встреча над Тускаророй», опубликованная во втором номере журнала «Краснофлотец» за 1944 год. «Рассказы о необыкновенном» печатались в «Новом мире» и «Технике ― молодёжи», военных журналах и составили авторский сборник «Пять румбов» (1944) в «Молодой гвардии», тиражом в 25 тысяч экземпляров. Сборник включал пять рассказов, а всего за два года (1944―1945) Ефремов опубликовал более десятка рассказов. Произведения имели успех у читателя, положительно отозвался о «правдоподобности необычного» А. Толстой, который пригласил к себе начинающего литератора. Ефремова несколько неожиданно приняли в Союз писателей СССР.
Первые рассказы содержали оригинальные идеи, но в целом не выделялись из общего массива приключенческой литературы и находились в мейнстриме идеологии. Эти произведения объединены в «геологический» и «историко-географический» циклы. Отмечалась их новизна: «рассказы о необыкновенном» возродили короткую форму (в отличие от объёмных текстов фантастики 1930-х годов), достоверность и искренность следовали из личного опыта автора, убедительность и точность обеспечивал простой язык из профессиональных терминов. Люди сталкиваются с природой, преодолевают трудности и получают награду в виде чудесной находки: ртутное озеро («Озеро горных духов»), залежи алмазов («Алмазная труба»), встречу с легендарным чудовищем («Олгой-Хорхой») и т. д. Природа обладает собственной ценностью и является главным персонажем ранних рассказов; по выражению Е. Брандиса и В. Дмитревского, «вне природы герой Ефремова не играет». Хотя в рассказах много науки, авторская «романтика познания» природы в духе географической прозы происходит из жажды познания, а не для утилитарных целей. Структура нарратива и действия героя определяются природой, пейзажем; человек смертен, а природа вечна, её неотъемлемой частью является прошлое, природа ― условие для существования личности. В отличие от традиционного романа приключений и жанра соцреализма, герои писателя в одиночку сталкиваются с природой, чтобы проявить свои качества. Человек встречается не столько с природой, сколько с самим собой, через природу он познаёт себя и собственную историю, ощущает связь времён. Сюжеты не подразумевали глубокого описания характеров, внутреннего мира героев — все они, как и художественные приёмы, однотипны и представляют одного героя — человека мысли и действия, отражают alter ego автора. В рассказы вошли некоторые события экспедиционной жизни Ефремова: в основу «Белого Рога» лёг эпизод, когда молодой учёный чуть не сорвался со скалы на горе Богдо; «Путями старых горняков» точно воспроизводит исследования медных рудников в посёлке Горный в Предуралье, а «Голец Подлунный» ― поход в глубь хребта Кодар в Чарской котловине.
Историческая дилогия «Великая дуга» («На краю Ойкумены»; написана в 1945―1946 годах) содержит элементы фантастики, хотя вымысел подчиняется исторической достоверности: писатель расширяет традиционные представления о неизменности границ древних цивилизаций, разделённых большими расстояниями, и показывает, казалось, невозможные контакты между ними. «Путешествие Баурджеда», опубликованное в 1953 году, рассказывает о путешествии египтян периода Древнего царства в сказочную страну Пунт (побережье Аденского залива) и южнее, к реке Замбези. Изданная в 1949 году повесть «На краю Ойкумены» посвящена приключениям молодого греческого скульптора, Пандиона (XI—X века до н. э.), который отправляется на поиски совершенного искусства и попадает в рабство к фараону. Чтобы вернуться на родину, он с группой бывших рабов пересекает всю Африку с востока на запад. «Путешествие Баурджеда» рассматривается критиками в том числе как антитоталитарное произведение, как политическая аллегория эпохи сталинизма. Автор показывает конфликт человека и государства: первая повесть утверждает неизбежность антагонизма между личностью и властной тиранией, в центре второй повести — столкновение художника и власти, искусства и деспотического государства. Как отмечал Л. Геллер, Ефремов, следуя лучшим русским писателям, отстаивает право художника на независимость и свободу, для него неприемлемы лицемерие и трусость, прислуживание власти ― Пандион отказывается работать по заказу египтян. Ефремов противопоставляет две исторические тенденции: открытую и жизнелюбивую Элладу замкнутому и косному Египту, который страдает от деспотии. Образ «Великой Дуги» ― земного океана, связывающего народы, ― олицетворяет их братство и борьбу за свободу.
В повести «Звёздные корабли», по оценке Геллера, достаточно шаблонной по сюжету (посещение Земли пришельцами во времена динозавров) и слабой в художественном плане, у Ефремова появляется идея связи Земли и космоса, будущего объединения разных миров. Идея пулевого отверстия в костях впоследствии тиражировалась в отечественной паранауке (палеоконтакт); описание черепа пришельца, придуманное А. Быстровым (прототип одного из героев), сформировало образ инопланетянина в советской уфологической литературе. Советский физик Ю. Денисюк утверждал, что его исследования по оптической голографии вдохновило изображение из «Звёздных кораблей». Повесть была написана в 1946―1947 годах и вышла в журнале «Знание — сила» (1947). Литературные успехи учёного привлекли внимание руководства ПИН: весной 1952 года партбюро собиралось провести заседание по личному делу беспартийного Ефремова, который тратил рабочее время на написание художественных произведений. Обсуждение не состоялось, поскольку учёный получил Сталинскую премию.

### «Туманность Андромеды»
Над своим самым известным произведением (первоначальное название — «Великое Кольцо») Ефремов работал чуть больше года, замысел «звёздной повести» относится к 1954―1955 годам, основная часть писалась весной и летом 1956 года на съёмной даче под Звенигородом. Сокращённый вариант печатался в «Технике ― молодёжи» в 1957 году, годом позже вышло отдельное издание. Автор отказывался лучше проработать роман и отложить публикацию, считая его «первой вехой», а не программной работой. Отправной точкой «Туманности Андромеды» Ефремов называл роман Уэллса «Люди как боги», утверждая, что частью полемизировал с картиной «затухания» человечества в «Машине времени», а также признавал влияние Ш. Фурье («из классических утопистов мне наиболее приятен Фурье»). По словам автора, замысел романа возник у него, когда он прочитал ряд западных, преимущественно американских, научно-фантастических книг о завоевании космоса:

…у меня возникло отчётливое и настойчивое желание дать свою концепцию, своё художественное изображение будущего… Всей этой фантастике, проникнутой мотивами гибели человечества в результате опустошительной борьбы миров или идеями защиты капитализма, охватившего будто бы всю Галактику на сотни тысяч лет, я хотел противопоставить мысль о дружеском контакте между различными космическими цивилизациями.
Автор детально описывает коммунистическое общество, роман сочетает футурологию, научно-техническую фантастику, космические приключения, затрагивает взаимоотношения, проблемы и мысли людей будущего. Действие «Туманности Андромеды» разворачивается в XXX веке ― в Эру Великого Кольца, всепланетной коммунистической цивилизации, когда общество переживает расцвет культуры, науки и техники. Человечество давно преобразовало Землю (по ней «можно всюду пройти босым, нигде не повредив ног»), вышло в космос и, освоив Солнечную систему, уже много столетий поддерживает связь с десятками других обитаемых миров галактики, хотя без непосредственного контакта из-за огромных расстояний. Великое Кольцо позволяет обмениваться информацией и не имеет цели, за исключением приятного общения. В центре романа ― два важных события, которые приближают победу человека над пространством и временем. Физики Земли, пытаясь найти переход в нуль-пространство, проводят опасный эксперимент, который оканчивается трагедией, гибелью четырёх человек; однако ясно, что в долгосрочной перспективе успех неизбежен. В другой сюжетной линии земляне впервые обнаруживают на одной из планет доказательства существовании жизни за пределами Млечного Пути, а Земля получает сообщение от разумной цивилизации из туманности Андромеды. В торжественно-героическом финале романа в далёкий космос отправляется экспедиция, которая уже не сможет вернуться.
Человек эры Кольца — духовно и физически совершенен, высокообразован, великодушен, не испытывает сострадания и жалости, а бескорыстно помогает более слабым; он ― свободолюбивый путешественник, не любящий города. Сообщество сверхлюдей будущего представлено как гармоничная и единая семья, в которой их могущество «безвредно». Как отмечал Геллер, «Туманность Андромеды», как любая утопия, является в первую очередь социальной критикой: Ефремов имплицитно противопоставляет своё общество основанному на насилии обществу XX века и обращается к далёкому прошлому, к Элладе и Индии, связывая миф и коммунистическое будущее. Персонажи романа описаны как боги, герои древности, чьи качества утрачены в современную эпоху. Героев нет в настоящем, но они возродятся в далёком будущем.
Главной потребностью человека стал многообразный творческий труд. Человечество говорит на одном языке, оно возникло в результате длительного процесса ассимиляции и слияния антропологических типов, разных рас и народов и евгенической селекции, которая, впрочем, не предполагала физического устранения дефективных людей. Развитие медицины увеличило продолжительность жизни до двухсот лет, исчезла старость. Численность населения стабилизирована ― каждая женщина обязана родить двоих детей. Полностью автоматизированы заводы и энергостанции, планета связана единой энергетической и транспортной системой и разделена на природно-климатические зоны. Люди проживают в умеренных широтах с мягким климатом, другие регионы (тропики) являются сырьевыми и производственными, место жарких пустынь занимают цветущие сады, растоплены льды на полюсах (своеобразное контролируемое «глобальное потепление»). Против этой модели Г. Гуревич уже в 1967 году сформулировал контраргументы: рост и усложнение потребностей бесконечны, как и обогащение духовной жизни; вместо роста численности населения может возрасти продолжительность жизни и, следовательно, производство; рост последнего приведёт к росту познания.
Идею Великого Кольца — братства всех разумных существ — писатель считал своим главным достижением; отмечалось влияние проектов Циолковского по освоению космоса, хотя подход Ефремова был более эгалитарным, акцентировал невмешательство и ненасилие по отношению к другим мирам. В мире будущего Ефремова нет государств, государственных границ и социальных различий ― эта модель противопоставлялась вселенной империй и королевств «Звёздных королей» Э. Гамильтона. Автор описывает историю человечества устами своей героини Веды Конг: Эра Разобщённого Мира (до XX века) сменилась Веком Расщепления, когда планетарный раскол и открытие атомной энергии поставили человечество на край гибели; новое общество формировалось в последующую Эру Мирового Воссоединения. Модель общества в Эру Кольца носит антиавторитарный и неиерархический характер (автор использует нейрофизиологические аналогии), без центра и на основе горизонтальных связей. В обществе отсутствуют принуждение и насилие (даже в виде уговоров), его отличают высокий уровень доверия и уважения, самодисциплина и ответственность. Управление возложено на общественно-консультативные структуры сетевого типа (Академия Горя и Радости, Академия Стохастики и Предсказания Будущего, Академия Пределов Знания и др.), хотя центральное место занимает Совет Экономики, имеются аналоги контролирующих и судебных органов (Совет Чести и Права). Те, кто не хотят или не могут жить в обществе, отправляются на остров Забвения. В обществе Ефремова нет социальных или статусно-ролевых конфликтов, что, по мнению Комиссарова, отражает общую проблему описания коммунистического будущего в советской фантастике.
Место института семьи занимает свободная любовь — временные отношения на основе взаимной симпатии. Деконструкция семьи, раскритикованная в советской печати, дополняется коллективным воспитанием детей (с годичного возраста) — победой рациональности над «слепым материнским инстинктом». В ходе обучения лучшие учителя раскрывают врождённые качества учеников, помогают им преодолевать эгоизм и обуздывать желания. В возрасте семнадцати лет сдаётся экзамен на зрелость — «подвиги Геркулеса». Если матери хотят сами воспитывать детей, то отправляются на остров Матерей (Ява). Коллективная система воспитания ― одна из наиболее спорных идей у Ефремова и, по-видимому, связана с его жизненным опытом, ранним разрывом с родителями, хотя «школа третьего цикла» ближе к английской public school, чем к советскому интернату; отмечалось, что общественное воспитание ― частый элемент утопий.
Роман сочетал политические, социальные и научно-популярные аспекты дискурса ранней «оттепели». Совет Звёздоплавания оправдывает «аварийщика» Мвена Маса, который ответственен за катастрофический эксперимент, и назначает ему мягкое наказание — эпизод явно отражает переход от репрессий к перевоспитанию и общественному порицанию. Мир будущего начинается с сооружения всепланетной Спиральной Дороги, которая соединяет страны и континенты — это описание, помимо очевидной аналогии с индустриальным развитием раннего капитализма, имеет сходство с проектами середины 1950 годов, в которых исполинские атомные поезда с большой скоростью неслись по широким рельсам. Образ астронома Пура Хисса, который ссорится, ругается и обвиняет товарищей, воплощает карьериста, доносчика и провокатора сталинской эпохи — в будущем Ефремова такие люди не могут преуспеть. Несмотря на настойчивые рекомендации, автор не включил в роман памятник Ленину ― он не был шестидесятником, и важная для дискурса «оттепели» дихотомия «хороший» Ленин ― «плохой» Сталин не была для него значимой.
«Туманность Андромеды» рассматривалась Ф. Джеймисоном в контексте «вытесненной негативности» ― невозможности цельного утопического нарратива, ― выстроенной вокруг очевидного противоречия ― неустранимого факта смерти. Наиболее травматичные и глубокие аспекты негативности связаны с теневой стороной социального устройства утопии (психиатрия и система наказаний) и выражаются в психологических мучениях героев — Дара Ветера и Мвена Маса. Эти симптомы объективируются, приобретают пространственную форму в виде «острова-тюрьмы» и удалённой станции, что приближает роман к «Утопии» Т. Мора. Историк культуры И. Каспэ указывает на различные фигуры вытеснения: остров Матерей как тупик общественного развития или зловещая Тёмная планета как образ абсолютного ничто. По мнению Каспэ, несмотря на пафос преодоления и переустройства, борьбу за окультуривание и упорядочивание, людям не удаётся победить «вредную нечисть прошлого» или «вредоносные формы жизни». Самореференция и замкнутость пространства утопии, стремление к абсолютному смыслу приводят к «антипсихологичной психологизации» текста Ефремова, к «тревожной пустоте в душе» героев (болезнь Низы Крит, схожая с депрессией Дара Ветера), к мучительному одиночеству индивида. Изолированной оказывается и Земля, чьи обитатели страдают от невозможности прямого контакта с собратьями по разуму; другие миры, как и крупицы прошлого, которые собирает человечество, выглядят бесплотными, иллюзорными отражениями Земли, фигурами забвения и беспамятства. Геллер указывает на тесные связи и полемику (в частности, с идеей Пролетария-машины) Ефремова с русской утопической традицией, которую автор хорошо знал: с ранними советскими и дореволюционными утопиями Я. Ларри, В. Никольского, Н. Олигера, Куприна, Брюсова; с идеями и воззрениями Чернышевского, Белинского, Н. Пирогова, И. Мечникова, И. Сеченова. В качестве примера прямого заимствования Геллер приводит описание космической симфонии звука и света, которая в романе обозначает победу жизни и разума над неживой материей ― связь музыки и света возникает у символистов, у А. Скрябина, присутствует в книгах Никольского и Ларри.
В «Туманности Андромеды» Ефремов средствами научной фантастики выразил дух времени ― «оттепель». Он сохранял элементы советского дискурса, но не занимался прославлением советской модели, а скорее попытался представить альтернативу ― описать «коммунизм с человеческим лицом» в условиях преодоления сталинизма, сконструировать из фрагментов прошлого и настоящего мировоззрение послесталинского времени, «склеить рассыпавшуюся картину мира». Как отмечал Геллер, писатель пытался рассмотреть все возможные проблемы, что привело к множеству клише, замене старых предрассудков и стереотипов на новые, к наивным и противоречивым рассуждениям. К примеру, Ефремов исключил из своего мира поэзию, юмор и комплименты. Геллер писал:

Популярность романа, особенно среди молодёжи, была очень большой. И огромно — до сих пор — её влияние на весь жанр НФ… В одной книге Ефремов нарушил сразу все запреты: запрет на постановку серьёзных вопросов и на социальную критику, на возвращение к прошлому и на взгляд в будущее, на экстраполяцию в науке и на выход в космическое пространство. Появление «Туманности Андромеды» как бы создало совершенно новый пространственно-временной континуум, в котором точками соотнесения стали Эйнштейн и Гейзенберг, Мендель и Циолковский, Фурье и Чернышевский. Всё стало возможным.
Роман вызвал ряд критических откликов. В 1959 году на страницах «Промышленно-экономической газеты» и «Литературной газеты» развернулась полемика, второе издание защищало роман. «Туманность Андромеды» раскритиковали за слишком далёкую перспективу, осудили с идеологических и политэкономических позиций, назвав книгу вредной для молодёжи. Автору ставили в упрёк технократическое общественное устройство, в котором нет места рабочему классу, систему воспитания и образования. Указывалось, что люди будущего знают античную мифологию, но не помнят о Марксе и Энгельсе, героях революции и пятилеток, о роли СССР во всемирном объединении. Некоторые отзывы были явно комичными — к примеру, критиковался чрезмерный эротизм. Экономист А. Зворыкин в письме ЦК КПСС предложил создать научную комиссию и организовать дискуссию по роману. Отдел культуры ЦК явно симпатизировал Ефремову и спустил дело «на тормозах», ограничившись рекомендацией провести дискуссию в Союзе писателей. Представительное обсуждение, на котором присутствовали Г. Арбатов, В. Захарченко и другие, вылилось в защиту «Туманности Андромеды» и обструкцию критикам. Как заключал Комиссаров, фантасты во главе с председательствовавшим А. Казанцевым проявили корпоративную солидарность.
Продолжением «Туманности Андромеды» стала повесть «Сердце змеи» (1958), где автор оптимистично описал первый контакт между двумя высокоразвитыми коммунистическими цивилизациями.

### «Лезвие бритвы»
Задачей «экспериментального» романа «Лезвие бритвы» (1963) автор называл познание «психологической сущности» современного человека, чтобы заложить научный фундамент для «воспитания людей коммунистического общества»; книга писалась четыре года. В романе три сюжетные линии, которые завершаются встречей героев в Индии: изыскания советского учёного и гипнотизёра Ивана Гирина, путь индийского художника к высшему познанию и приключения молодых итальянцев, отправившихся на поиски африканских алмазов. Роман получил низкие оценки советских критиков. А. А. Лебедев, соглашаясь с основным посылом романа, отметил банальность ряда идей и назвал результат «эстетическим кентавром»: автору не удалось пройти «по грани» между наукой и беллетристикой, «нанять» культурные суррогаты развлекательного искусства для утверждения высоких идеалов. По оценке Геллера, приключения «в хаггардовском вкусе» «невыразимо скучны», а объёмные научные рассуждения весьма сомнительны, однако «Лезвие бритвы» характеризовалось критиком как единственный в своём роде «советский мистический роман». Сам автор, не соглашаясь с «высоколобыми критиками», ценил и любил роман больше остальных.
В романе популяризировались западные концепции психоанализа, обсуждались природа красоты, определённой как «наивысшая степень целесообразности», и её значимость для духовного развития человека. Гирин всю жизнь изучает «древние инстинкты» и «общественные предрассудки», которые влияют на поведение человека, в частности на представления о красоте: несмотря на всю историю цивилизации, современный человек идёт по «лезвию бритвы». В одном из ключевых эпизодов романа Гирин читает лекцию о биологической целесообразности красоты (автор следует идеям Чернышевского) и рассказывает о хранилище первобытного опыта ― подсознании. Как полагал Геллер, писатель адаптировал понятия психоанализа, скорее коллективное бессознательное Юнга, чем фрейдомарксизм, к своей метафизике добра и зла.
В романе резко критикуются иудаизм и христианство за «учение о грехе и нечистоте женщины». Гирин осуждает средневековые костры инквизиции, положительно отзываясь о восхвалении женской красоты в Элладе и азиатском почитании матери. Как отмечал Геллер, писатель, отвергая христианство, ищет более глубинные основания духовности, чем простое возвращение к естественному (Эллада), и обращается к индийской философии: к мысли об абсолютном познании, мистическому смыслу эротики и прежде всего к идее духовного самосовершенствования. Ефремов открыто пишет об эзотерике, обсуждает йогу и Шамбалу. Западная позитивистская наука и восточное духовное откровение рассматриваются как два способа познания, между которыми предлагается путь по лезвию бритвы. Материалист Гирин принимает мистическое знание йогов, получая от индуса подарок ― изображение всадников на мосту, которые протягивают друг другу руки. И советский учёный, и индийские мудрецы критикуют потребительство и бездуховность Запада, иерархичность и безразличие к социальным проблемам Востока; поэтому надежда на будущий синтез Запада и Востока возлагается на Россию (или «Советскую Россию», о недостатках которой умалчивается; автор избегает названий «СССР» и «Советский Союз»), ввиду её особого пограничного положения между культурами — писатель, по мнению Геллера, одним из первых возрождает русскую мессианскую идею XIX века и делает это более открыто и многогранно, чем современные ему «неославянофилы».

### «Час Быка»
Над романом «Час Быка» (в первоначальном варианте ― повесть «Долгая заря») писатель в общей сложности работал семь лет, включивших множество событий ― от полёта Гагарина в космос до возникновения движения диссидентов; С. Сергеев датирует замысел романа 1961 годом, а написание ― 1965―1968 годами. Книгу отказались публиковать «Октябрь», «Москва» и «Знамя», сокращённый вариант удалось напечатать в дружественной «Технике — молодёжи» (без социально-философских фрагментов) и в «Молодой гвардии» (1969), отдельное издание вышло в 1970 году. «Час Быка» следует типичным образцам антиутопии, включая Дж. Оруэлла, однако антиутопическое общество описывается с точки зрения жителей коммунистической Земли, откуда прибывает экспедиция. На планете Торманс (планета мучений; обитатели называют её Ян-Ях) далёкие потомки землян выживают в состоянии «инферно»: неограниченная эксплуатация ресурсов вызвала социальный, демографический и экологический коллапс, завершившийся установлением тоталитарной диктатуры. На планете господствует жёсткая, хотя и не наследственная, иерархия: люди разделены на страты «краткоживущих» («кжи») и «долгоживущих» («джи»). Кжи ― большинство населения ― занимаются физическим трудом и обязаны умереть в 25 лет; к джи относятся учёные, инженеры, интеллигенция. Четверо землян погибают, включая главную героиню Фай Родис, начальника экспедиции, но Торманс обретает свободу. Тема демографического коллапса в контексте постапокалипсиса была новаторской для советской фантастики, аналогичные западные романы ― «Подвиньтесь, подвиньтесь» Г. Гаррисона и «Всем стоять на Занзибаре» Д. Браннера ― вышли примерно в то же время, поэтому писатель находился в глобальном тренде, хотя, возможно, использовал наработки из произведений У. Миллера (постъядерный мир), Р. Матесона (эвтаназия) и др. Кульминационная сцена романа, по мнению В. Терёхина, открыто полемизирует с концовкой повести «Трудно быть богом» братьев Стругацких ― перед своей гибелью Фай Родис умоляет командира корабля не мстить, не сеять на Тормансе насилие, «ненависть и ужас».
«Часом Быка» автор называет XX век ― конец Эры Разобщённого Мира ― одну из худших эпох в человеческой истории. Вопрос о референции тормансианского общества вызвал много споров, критики часто следовали объяснению в тексте, где близко связывались «муравьиный лжесоциализм» (маоистский Китай эпохи «культурной революции») и «государственный монополистический капитализм». Общество в романе можно считать сочетающим худшие черты советского социализма и западного капитализма. Согласно Д. Быкову, основная идея романа в том, что коммунизм и капитализм не исключают, а дополняют друг друга ― выбор между ними ложен, поскольку оба пути могут привести к инферно. Д. Володихин отмечал общую критику тупиков мегаполисной культуры. Помимо глобальных проблем демографии и экологии, «Час Быка» содержит множество аллюзий на историю России ― революцию, Гражданскую войну, сталинизм, оттепель и постоттепель: в романе цитируются Маяковский, Брюсов, Волошин, Бунин и неоднократно ― фактически запрещённый тогда Н. Гумилёв; исполняется «Молитва о пуле», написанная неизвестным офицером Российской армии в 1917 году. Описание демографической катастрофы, по мнению С. Сергеева, отсылает к огромным людским потерям СССР в ходе катаклизмов первой половины XX века. Торманс имеет ряд черт советского общества, включая нравы и повседневность: бытовое хамство, грубость и невоспитанность; цензуру, неразвитость общественных наук и переписывание истории, в том числе абсурдные переименования в честь властителей, их безудержное восхваление; коррупцию, репрессии и пытки. К дискурсу «оттепели» отсылают отождествление мещанина и номенклатурного чиновника (редкое явление в литературе того времени), дискуссионный клуб в местном научном институте и др.

### «Таис Афинская»
Над романом «Таис Афинская» Ефремов работал долго и тщательно, стараясь изучить все доступные ему античные и современные источники, включая англоязычные; написание заняло три года. В сокращённой версии роман публиковался в журнале «Молодая гвардия» в 1972 году. Писатель наотрез отказался элиминировать эротические сцены, согласившись убрать три главы (в итоге были полностью удалены пять); публикация завершилась уже после его смерти. Сюжет романа разворачивается в IV веке до н. э, во время походов Александра Македонского, охватывает различные места от Пелопоннеса до Междуречья, от Афин до Мемфиса. В центре произведения ― известное по античным источникам историческое событие: сожжение персидской столицы Персеполиса знаменитой афинской гетерой Таис, спутницей македонского завоевателя. «Таис Афинская» сочетает философские главы и динамичные описания. Таис путешествует, обретая знания, зрелость и мудрость, ― из Афин в Спарту, через Крит в Египет, затем, с армией Александра ― в Вавилон и Экбатану. В конце романа, вернувшись в качестве царицы, жены Птолемея, в Египет, Таис отказывается от власти и отправляется в Уранополис. Сожжение царского дворца символизирует уничтожение империи, основанной на иерархии и угнетении. Великий полководец намеревался объединить народы Запада и Востока в гомонойе, равенстве по разуму, но не преуспел: за победой над персами последовало обычное порабощение народов.
«Таис Афинская», по оценке А. Бритикова, стала наиболее удачным романом Ефремова в художественном плане. Книга представляет широкую панораму духовной жизни народов Средиземноморья, своеобразный свод философии, истории, искусства, религии, обрядов, быта и нравов в эпоху Александра, время столкновения Эллады и Азии. Автор пытался, по его словам, осветить переломный исторический момент в духовном развитии ― переход от национализма к более широкому мировоззрению, к истокам общечеловеческой морали. Эта эпоха вместила в себя судьбоносные, но малоизученные религиозные кризисы: упадок матриархата привёл к возникновению тайных верований, которые, осмысляя новые представления о вселенной и человеке, противостояли официальным религиям и уходили в «подполье». В последней идее усматривается интерес Ефремова к современной эзотерике ― «отвергнутому» или «альтернативному» знанию оккультных и эзотерических доктрин; Таис проходит посвящение в тайное общество орфиков и изучает тантрическое учение. Как отмечал Геллер, в романе Ефремов не просто преклоняется перед женщиной, а боготворит её: женские героини превосходят мужчин, обладают большей силой и мудростью. «Непрерывные войны, резня между самыми близкими народами — результат восшествия мужчины на престолы богов и царей», последствие раскола между мужским и женским началом. Орудия и машины заменили людям чувства и память; мужчины ослабли, утратили связь с природой и веру в себя. Женщины, напротив, сохраняют своё естество, связаны с миром, не подчиняются разуму.

### Метод написания. Стиль
К написанию произведений Ефремов подходил как учёный, обстоятельно изучал предмет и связанные вопросы. При написании «Туманности Андромеды» он долго выстраивал систему художественных деталей. По собственному признанию, со времён научной работы вёл записи о проблемах и гипотезах в блокнотах, которые в шутку назвал «премудрыми тетрадями». Во второй половине 1940-х годов Ефремов стал вносить в них «литературные идеи, но не просто „голую мысль“, а ряд деталей, фактов, сведений, группировавшихся вокруг какого-то стержня». В «тетрадях» записывались наброски и готовые формулировки, планы и конспекты фрагментов. Писатель рано развил свой литературный метод — начинать со зрительного представления, картины или портрета. Для стимулирования воображения собирались рисунки, открытки, фотографии, фотопортреты актёров и актрис из киножурналов, рекламные проспекты ― всё это помогало создавать образы героев и места действия. Он говорил, что перед началом работы должен «до мельчайших подробностей представить картину и только тогда стараться описывать». Биографы описывают день писателя в 1959 году: он проводил за письменным столом десять, иногда ― четырнадцать часов, работал с 10 утра до 14, затем ― с 4―5 часов вечера до 10 или до 11. Ефремов читал, отбирал материал, заполнял «премудрые тетради», а законченный текст набирал на печатной машинке.
По признанию Ефремова, он писал фантастику, а не философские трактаты, поскольку у этого жанра «больше читателей»; научная фантастика занимала место «натурфилософской мысли, объединяющей разошедшиеся в современной специализации отрасли разных наук». Его произведения и, в частности, «Туманность Андромеды», часто критиковали и критикуют за небрежный стиль, ходульность и схематичность персонажей, дидактизм (научно-популярные монологи и диалоги поданы в форме беллетристики). Отмечалось, что писательский талант Ефремова ограничивался пейзажем, живописанием природы; он удачно работал с деталями, когда описывал архитектуру, бытовые ситуации, исторические аксессуары. В его текстах постоянно фигурируют картины, рельефы, статуи, которые призваны обеспечить лучшее зрительное восприятие. Достоверность и искренность произведений (например, в описании походного быта) проистекали из жизненного и профессионального опыта, многие персонажи имели реальных прототипов. При переходе от частного к общему, к изложению собственных концепций или описаниям коммунистического общества становились заметными, по выражению Геллера, «неточность языка, неестественность ситуаций, слащавые образы, патетические мелодекламации». А. Бритиков в обсуждении «Туманности Андромеды» отметил, что речь автора «местами ходульна и расцвечена красивостями». В защиту писателя утверждалось, что скучные книги не снискали бы такой популярности; высокопарность и вычурность речи (которых нет в ранних произведениях) не столько являются недостатком писательского мастерства, сколько вытекают из симпатий автора к античности, к жанру трагедии, из серьёзности ефремовского мировосприятия.

## Интересы, круг общения и переписка
Всю жизнь Ефремов был заядлым книголюбом. Э. Олсон считал, что широкий кругозор (например, глубокие познания в культуре и истории США) и необычные повороты его мысли следовали из читательской всеядности, контекстом которой были разночинское социальное происхождение и жизненный опыт ― геологические экспедиции и ранняя морская романтика. Со школьных лет он знал немецкий язык и изучил английский, готовясь к монгольским экспедициям; знанию языков учёный придавал большое значение в науке. В начале 1950-х годов Быстров в шуточном стихотворении описал своего друга как «иностранца в душе», модника и англомана. Книги, интересовавшие писателя, как правило, отсутствовали в СССР, поэтому он составлял длинные списки для своих друзей в разных странах, которые безвозмездно разными способами пересылали ему книги. Часть посылок не достигала адресата из-за цензуры или ошибок почты, но его квартира, по оценке Олсона, была завалена книгами на множестве языков. Темы варьировались от истории Древнего Египта, древнегреческой философии и ориенталистики до приключенческих и морских романов (но не детективов), эротики и «вульгарных» жанров. По воспоминаниям Э. Олсона, в библиотеке наличествовали «1984», «На берегу», «Страсти по Лейбовицу», «Дарвин и обнажённая леди» А. Комфорта, Платон, Аристотель, Фома Аквинский, Б. Рассел, произведения Д. Конрада, А. Маклина, З. Грея, комиксы про Микки Мауса, журналы с обнажёнными женщинами и др. Дома у писателя висела копия центральной части картины Г. Семирадского «Фрина на празднике Посейдона в Элевзине». В своих произведениях он предпочитал описывать Африку, Древнюю Грецию, Индию, хотя ни Африку, ни Индию ему так и не удалось посетить. Африка, по словам писателя, «в разные периоды жизни интересовала меня по-разному, но никогда не выходила из сознания» и виделась как остров первобытности посреди современной цивилизации, анклав, где «животный мир, и растения, и люди хранят в себе черты далёкого прошлого планеты». Ефремов хорошо знал и ценил англо-американскую фантастику, в одном из писем он советовал читать Р. Желязны и Д. Браннера. По воспоминаниям Олсона, Ефремов любил гимнастику и балет, но не контактный спорт.
Ефремов вёл обширную переписку. После публикации «Туманности Андромеды», ввиду большого количества писем от читателей, ему пришлось установить почтовый ящик нестандартного размера. В его близкий круг среди учёных входили морфолог, анатом и художник-график А. Быстров, антрополог М. Герасимов, художник Н. Яньшинов (иллюстратор большинства научных работ Ефремова), скульптор и реставратор Я. Эглон, препаратор М. Лукьянова; ученики — палеонтологи П. Чудинов и А. Рождественский. В разные годы Ефремов переписывался с зарубежными палеонтологами Ф. Хюне, А. Ромером, Д. Уотсоном, Э. Олсоном. С Олсоном его связывала многолетняя дружба, американский учёный несколько раз приезжал в СССР между 1959 по 1971 годами. Из писателей Ефремов общался с А. Казанцевым, О. Бердником, С. Ахметовым, главным редактором журнала «Техника ― молодёжи» В. Захарченко, который высоко оценивал его произведения. С конца 1950-х годов он дружил с ленинградским писателем В. Дмитревским и литературоведом Е. Брандисом; особенно близкие отношения сложились с ровесником Дмитревским. Среди других корреспондентов — зоолог И. Пузанов, литературовед А. Бритиков, писатели-фантасты А. Кларк и П. Андерсон, писатель и журналист Ж. Бержье, «атлантолог» Н. Жиров. По всей видимости, Ефремов поддерживал контакты с некоторыми деятелями советского эзотерического подполья ― Ф. Веревиным и А. Арендт, которая в 1958 году познакомила его с Ю. Рерихом. По воспоминаниям С. Ахметова, Ефремов не выносил панибратства и чаще всего общался на «вы» и по имени-отчеству, делая исключения только для Эглона, которого знал с 1925 года, и Лукьяновой.
В начале 1960-х годов Ефремов сблизился с братьями Стругацкими, писатели высоко оценивали произведения друг друга, А. Стругацкий в переписке уважительно называл его «чифом». Ефремов всячески содействовал соавторам, читал их рукописи ― по его совету «Рэбию» заменили на «Рэбу». Он также пытался опубликовать «Трудно быть богом» в «Новом мире». Образ Фёдора Симеоновича Киврина в повести «Понедельник начинается в субботу» (1965) является дружеским шаржем на Ефремова. В начале 1966 года писатель защищал Стругацких от нападок, однако вскоре отношения ухудшились: он крайне отрицательно воспринял «Улитку на склоне» и «Сказку о Тройке» как «кафкианство», «мелкотравчатое возмутительство», считая, что соавторы «лезут в дешёвые прогрессисты» (1966). В интервью «Молодой гвардии» (1969) Ефремов обвинил Стругацких, что они наделяют человека будущего сегодняшними чертами; братья восприняли это как предательство, поскольку против них уже велась идеологическая кампания. До смерти Ефремова отношения частично нормализовались — примирение инициировал, видимо, Борис. Помимо обстоятельств личного плана (Ефремов мог завидовать их популярности у молодёжи) и усилий «доброжелателей» (распространялись слухи о взаимном плагиате «Часа Быка» и «Обитаемого острова»), между писателями были поколенческие различия и, главное, возникли глубокие разногласия, связанные с дифференциацией советской интеллигенции во второй половине шестидесятых ― если Ефремов дистанцировался от либерального лагеря и выказывал симпатии к традиционализму, то Стругацкие выбрали западный проект. В 1998 году Б. Стругацкий так оценил Ефремова:

Это был воистину «матёрый человечище» — гигант мысли, великий эрудит, блистательный рассказчик и бесстрашный боец… Конечно, писателем он был неважным, да он и сам… считал себя в первую очередь философом, мечтал писать трактаты и «Диалоги» в манере древних.

## Мировоззрение
Ефремов принадлежал к первому поколению советской интеллигенции, поколению двадцатых годов, наряду с Королёвым, Курчатовым, Александровым, Шолоховым, Твардовским, Герасимовым и другими ― родившимися в 1900-е годы выходцами из средних слоёв, которые стали духовными лидерами в своих областях деятельности. Их становление было отмечено влиянием Серебряного века, катаклизмами революции и Гражданской войны и относительной свободой в период нэпа. Принадлежность к этому поколению была важна и для самого Ефремова.
Синтетическое мировоззрение Ефремова соединяло утопизм левого толка, эволюционизм, научный рационализм, эзотеризм и гуманизм; среди противоречивых влияний ― евгеника и мистический анархизм, ницшеанство и теософия, индуизм и буддизм. Как отмечали Брандис и Дмитревский, его произведения — взаимосвязанные «звенья одной цепи», они затрагивали ряд этических, социальных и философских проблем; писатель реконструировал античность, анализировал современность и выстраивал футурологические модели. Ефремов декларировал приверженность коммунизму, однако его отношение к советской действительности было весьма критическим, а его книги нередко пропагандировали нестандартные для советской культуры смыслы и ценности. Социальные идеалы Ефремова ― значимость экзистенциальных проблем, ценность индивидуальности, изменчивость и плюрализм мышления и культуры; его главные темы ― поиски диалектического равновесия и источников знания, идеальный коммунизм, утверждение разумности человека, счастье как целеполагание, история, героизм и эротизм. Согласно Геллеру, мировоззрение писателя построено на «нравственных и метафизических основаниях самосовершенствования, долга перед прошлым, борьбы добра и зла в человеке, в обществе и во вселенной».
В космогонии Ефремова человек — единственное разумное существо во вселенной, любые иные мыслящие существа не должны отличаться от человека. Человек воплощает жизнь и «антиэнтропию мира», противостоит злу, страданиям и смерти; лишь человек может остановить бесконечную «игру слепых стихийных сил», победить «косную, неживую материю» ― через объединение человечества, распространение разума, этическое освоение космоса, целесообразное и всестороннее переустройство мира, победу над временем и пространством. Э. Олсон характеризовал взгляды Ефремова как смешение советской диалектической философии, строгого материализма и веры в социальный утопизм как конечную цель. Как полагал Геллер, хотя в своих книгах Ефремов много и охотно рассуждает о диалектике, его понимание истории не имеет никакого отношения к официальному советскому марксизму: это не монизм, а манихейство, традиционная дуалистическая метафизика — в его вселенной нет полутонов, идёт вечная борьба между силами жизни и смерти, энергии и энтропии, добра и зла; Ормузд противостоит Ариману, Эллада ― Египту, Шакти ― Тамасу. В отличие от диамата, мыслитель тяготеет к универсальным, абсолютным категориям, отрицает эволюционный переход от смерти к жизни, от чёрного к белому, от неживой к живой материи. Мир «Туманности Андромеды» не является диалектическим синтезом двух тенденций, а представляет собой победу света и добра над тьмой и злом, которые ранее одерживали верх. Ефремовский «коммунизм» напоминает скорее платоновскую или фурьеристскую модели общественного устройства, чем Маркса и советскую идеологию. Социальная эволюция ― переход от архаики и Эры Разобщённого Мира через Эру Мирового Воссоединения, Общего Труда к Эрам Великого Кольца и Встретившихся Рук ― оказывается «историей духовных ценностей, процессом перестройки сознания», а не изменениями в материальном базисе или борьбой классов.
Ефремов верил в добрую природу человека и считал, что создание правильного общества позволит раскрыть (через коммунистическое воспитание) положительные качества и интеллектуальные способности всех людей. Тем не менее писатель размышлял о трагичности бытия и краткости существования человека в масштабах исторического времени и межзвёздных пространств. Уже Дара Ветера преследовали «приступы равнодушия к работе и к жизни», а перед Гириным «витала тьма, сгущавшаяся в непроницаемый мрак». Мвен Мас решается на рискованный эксперимент не ради прогресса, а из чувства долга перед прошлым, с которым его связывает незримая нить: он вспоминает миллионы безымянных могил, миллиарды умерших, когда-либо живших на Земле, которые «взывают», «укоряют» и «требуют» победить время. Гирин ощущает ответственность за страдания в ходе эволюции всех существ, вплоть до амёбы. В идее ответственности перед прошлым, этике жизни и смерти Геллер усматривает влияние русской религиозной мысли XIX века — Ефремов практически повторяет супраморализм Н. Фёдорова, философию «воскрешения отцов». Ефремов не был столь радикален, как Фёдоров, не утверждая необходимость физического бессмертия всех когда-либо живших существ. Как полагает Каспэ, до победы над смертью человечеству остаётся коллективное бессмертие — выживание как вида и историческая память.
В романе «Час Быка» писатель обобщает свои взгляды. Согласно концепции инферно, развитие жизни и социума на Земле представляет собой ад — «страшный путь горя и смерти», который может длиться вечно; цена эволюции ― мириады погибших существ. С развитием организмов страдания возрастают — человек страдает и душой, и телом. Инферно включает биологический (естественный отбор), психический (первобытные инстинкты), социальный (война всех против всех) и политический (самоизоляция диктаторских режимов) уровни. Крайняя тенденция инфернальности — Стрела Аримана, всеобщий закон усреднения, который способствует распространению зла, уничтожению прекрасного и возвращению на низшие уровни ада. Круговорот зла в природе воплощает образ змеи, вцепившейся в свой хвост ― в этом «величайшая загадка жизни и её бессмысленность», поскольку всё живое обречено на гибель. Как полагал С. Сергеев, концепция соединяет буддистскую этику (тезис о страданиях и смерти всего живого) и эволюционную биологию. Как отмечал Геллер, это не просто метафизика, а теодицея в широком смысле, рассмотрение вопроса о природе зла.
По воспоминаниям Олсона, Ефремов ненавидел насилие и был убеждён, что искусство и науки о сознании и духе способствуют созданию общества, в котором больше не будет стимулов для насилия и агрессии. Он считал своим призванием донести до читателей эти идеи, напоминавшие Олсону сказку Ф. Баума о стране Оз. Политическое насилие у Ефремова символизирует бык, которого побеждают его герои: критская девушка в повести «На краю Ойкумены», Дар Ветер в «Туманности Андромеды». На протяжении истории «невежеству и жестокости» инферно противостоят «золотые нити чистой любви, совести, благодатного сострадания, помощи и самоотверженных поисков». Выход из инферно ― создание «могучего бесклассового общества из сильных, здоровых и умных людей» через отказ от искусственных социальных барьеров и привилегий, значительное увеличение расходов на образование и медицину. Как полагают Сергеев и С. Кузьмина, холистический проект Ефремова (который он, видимо, считал мировоззрением будущего), в отличие от идей политической конвергенции либерального крыла советской интеллигенции (А. Сахаров), пытался соединить европейский модерн, российскую культуру и советский коммунитаризм (без репрессивных аспектов) на основаниях «общечеловеческой» эзотерической духовности. Поэтому писателя привлекали холизм русских символистов и «эгалитаристские» версии оккультизма (Е. Блаватская, теософия, Р. Штейнер), хотя он критически относился ко всем эзотерикам. Современные мифы об исчезнувших континентах и цивилизациях и идеи о связях древних культур интересовали Ефремова в той степени, в какой давали надежду на будущее объединение человечества, на преодоление «разобщённости» мира.
Задача борьбы с инферно возлагается на искусство и духовное самосовершенствование, которые приводят к изменению общества. Искусство показывает «красоту, мечту, идеал несостоявшегося, но возможного»; этот подход частично сближает Ефремова с Г. Маркузе. Искусство не может быть самодостаточным и абстрактным, а должно выполнять воспитательную, назидательную функцию, служить образцом. Долг художника ― говорить о прекрасном и возвышенном, улучшать общество, а не демонстрировать человеческие пороки. Поэтому Ефремов не признавал модернистское искусство (хотя его кумирами были поэты Серебряного века — В. Брюсов, Н. Гумилёв и М. Волошин), натурализм и гротеск; не принимал Достоевского, Джойса, Кафку и Пикассо, а предпочитал Паустовского, Грина и ориентализм Хаггарда. Интерес писателя к античной культуре, по всей вероятности, сформировался в двадцатые годы, когда к этой теме (через Ницше) обращались представители Серебряного века ― И. Анненский, Волошин, Ф. Зелинский, Вяч. Иванов. К «Рождению трагедии» явно восходят дихотомия «светлая» античность ― «тёмное» христианство и тематика древних дионисийских культов. С тем же периодом связан частый в книгах Ефремова мотив танца (свободный танец А. Дункан). Ницшеанские мотивы, особенно идея сверхчеловека, в сочетании с ориентализмом, воспринятым у Хаггарда, повсеместны в творчестве писателя ― от раннего рассказа «Белый рог» до «Лезвия бритвы» и «Таис Афинской».
Особое место в мировоззрении Ефремова занимает эротика, понимаемая, по мнению Геллера, как путь к красоте и познанию. В «Часе Быка» богатство психики связывается с «эротической остротой чувства», а половое созревание отождествляется с «величайшей силой организма». В романах писателя фигурируют прекрасные и сильные женщины, которые часто обнажаются и обсуждают достоинства свободной любви; по характеристике М. Галиной, они «активны, независимы, свободны и физически совершенны», эмоционально и интеллектуально развиты. Женщина ― «самое прекрасное создание природы» ― воплощает совершенство и красоту, несёт в себе творческий дух; по мнению Геллера, преклонение Ефремова перед женщиной напоминает утопизм Белинского, Фурье, Чернышевского, обожествление женского начала (Софии) у Вл. Соловьёва. Поскольку красота является высшей ценностью и одним из проявлений светлого начала, любовь к женщине приближает и к абсолютному познанию. Отсюда интерес Ефремова к Индии, где он находит представления о мистическом смысле эротики.
Позднему Ефремову был свойственен социальный пессимизм на фоне постоянных недомоганий и депрессии. В письме к Олсону Ефремов писал о «взрыве безнравственности», более опасном, чем ядерная война, — причине распада всех империй и государств. После исчезновения поколения, «воспитанного жить честно», через двадцать лет «придёт величайшим бедствием в истории за всю историю человечества техническая монокультура» ― равенство худших. По мнению Олсона, как коммунист в широком смысле Ефремов видел истоки советской аморальности в сталинских чистках, которые уничтожили всю интеллигенцию и оставили вакуум для необразованных и пассивных. По мере отдаления от академических учреждений Ефремов всё критичнее относился к жёсткому позитивизму современной науки, её раздробленности и аморальности (ответственность учёных за ядерное оружие): «наука убога», учёный из искателя истины превратился в чиновника. Согласно реконструкции Олсона, Ефремов считал, что западная наука с её формализмом и бездуховностью представляет собой один большой миф, антропоцентризм писателя не согласовывался ни с социобиологией, ни с «научным креационизмом». Его критика технократизма и рационализма имела сходство с позициями движения нью-эйдж; по всей вероятности, мыслитель поддерживал запрет на разработку оружия, на опыты над животными, считал необходимым отказ от киборгизации и создания искусственного интеллекта. В его версии будущего приоритет отдавался гуманитарным дисциплинам, истории, которая понималась как эмпатическое сопереживание прошлому в духе Р. Коллингвуда.
Ефремовские идеи, сочетавшие идеалы эгалитаризма и социального утопизма с ницшеанством, были артикулированы в период «оттепели» как полемика с теорией и практикой сталинизма, однако мировоззрение писателя, сложившееся в 1920-е годы, в 1950-е и 1960-е годы, по оценке Сергеева, не претерпевало сильных изменений. Согласно реконструкции исследователя, ко второй половине 1960-х годов, когда «прогрессистская» интеллигенция начала дифференцироваться на либералов и националистов, оказалось, что взгляды Ефремова как левого мыслителя европейского толка, уходившие корнями в интеллектуальную атмосферу 1920-х годов, с мечтой о коренном преобразовании общества, не соответствуют ни одной из формировавшихся идеологий, но перекликаются с ними по отдельности. Его аскетический эгалитаризм совпадал с официальной идеологией, важность духовности и романтики ― с почвенничеством, антитоталитаризм, неприятие государственного насилия и подавления сексуальности — с либерализмом. От либералов Ефремова отделяли антиурбанизм, антипотребительство и отсутствие снобизма по отношению к народу; от почвенников ― неприятие милитаризма, этатизма и изоляционизма, интерес к эросу. Его взгляды на искусство тоже выходили за рамки идеологической конфигурации в СССР, хотя реализм и дидактизм совпадали с классическими утопистами и стандартами соцреализма (писатель следовал тезису Чернышевского, что «прекрасное есть жизнь») и способствовали его «канонизации» советскими критиками. Сергеев, оценивая размышления Ефремова о глобальных проблемах и роли науки в современном мире, его попытки примирить технологии и духовность, Запад и Восток, обнаруживал переклички с идеями Римского клуба, с философами Франкфуртской школы, взглядами О. Хаксли и А. Солженицына. Как считал Геллер, несмотря на обращение к древним культурам (Элладе и Индии), Ефремов как мыслитель полностью принадлежит русской традиции.

## После кончины
Иван Ефремов умер в Москве 5 октября 1972 года на 65-м году жизни от сердечной недостаточности. Согласно завещанию, урна с прахом захоронена на кладбище в посёлке Комарово под Ленинградом. Некрологи на кончину писателя были опубликованы в еженедельниках «Литературная газета» и «Литературная Россия».
Спустя месяц после смерти писателя работники КГБ СССР провели в его квартире обыск с изъятием документов и личного архива. Обстоятельства этих событий остаются не прояснёнными. В начале 1990-х годов в прессе стали обсуждаться длительная оперативная разработка Ефремова со стороны КГБ и последовавший обыск: в публикациях писателя А. Измайлова, бывшего сотрудника КГБ В. Королева, бывшего главного редактора «Техники — молодёжи» В. Захарченко и других, а позднее — в статье Н. Петрова и О. Эдельман. Все эти публикации ссылались друг на друга, на участников событий и родственников писателя: придерживаясь общей линии, они излагали крайне противоречивые и нелепые версии. Согласно публикациям, спецслужбы считали, что настоящий Ефремов был убит и подменён английским шпионом; по утверждению Королева, разработку вёл генерал В. И. Алидин, действия которого курировал глава Пятого управления КГБ Ф. Д. Бобков. По материалам надзорной проверки прокуратуры, КГБ возбудил уголовное дело 22 января 1973 года «в связи с возникшими подозрениями относительно обстоятельств смерти»; дело было прекращено 4 марта 1974 года «за отсутствием события преступления». Как отмечают исследователи, обоснование обыска подозрениями в насильственной смерти писателя выглядит неубедительным. Комиссаров допускал, что КГБ ввёл в заблуждение прокуратуру, и заключал, что отсутствие надёжных источников откладывает прояснение вопроса.
Некрологи о Ефремове сняли из ряда журналов («Палеонтологический журнал», «Техника — молодёжи» и др.), было приостановлено издание шеститомного собрания сочинений в «Молодой гвардии»; его имя некоторое время не упоминалось в печати и научных работах. По оценке Чудинова, период замалчивания продолжался с конца 1972 до 1975 года. Накануне XX сессии Всесоюзного палеонтологического общества, состоявшейся в феврале 1974 года в Ленинграде и посвящённой тафономии, были сняты доклады про учёного, о нём отсутствовали упоминания в напечатанных тезисах 34 докладов (возможно, инициатива исходила от местных организаций). Разгорелся скандал, несколько учёных Москвы и Ленинграда направили письма в ЦК КПСС в защиту памяти Ефремова; в 1976 году в Москве была создана комиссия по творческому наследию (Казанцев, Брандис, Чудинов), а весной 1977 года в Союзе писателей отметили юбилей Ефремова.
В 1975―1976 годах в результате читательской кампании (на имя Демичева пришло коллективное письмо) вышел неполный трёхтомник Ефремова в четырёх книгах. Составителем выступил С. Жемайтис. В корпус текстов не был включён роман «Час Быка»; не вошла в это собрание и «Таис Афинская», возможно, по воле автора, который незадолго до кончины писал Е. П. Брандису, что издание должно включать только вещи, «имеющие прессу». В 1976 году в том же серийном оформлении «Таис Афинская» всё-таки была напечатана, но без номера книги и тома. Стандартным в дальнейшем сделалось пятитомное собрание сочинений, выпущенное «Молодой гвардией» в 1986—1989 годах (пятый том в трёх книгах); в первом томе было воспроизведено послесловие к изданию 1975 года Е. Брандиса. В 1992 году было подготовлено шеститомное издание «Современного писателя», отличавшееся тем, что текст «Таис Афинской» в нём анонсировался как впервые выпущенный в авторской редакции. Вероятно, это была рукопись, поданная изначально в журнал «Молодая гвардия».
В 2007 и 2008 годах в журнале «Студенческий меридиан» были опубликованы две художественные работы: рассказ «Каллиройя» (написан около 1946 года), частично использованный в «Таис Афинской», и повесть «Тамралипта и Тиллоттама» (1954), некоторые фрагменты которой вошли в «Лезвие бритвы». Рукописи и большинство читательских писем хранятся в Личном фонде И. А. Ефремова в Пушкинском Доме РАН.

### Память
В честь Ефремова были названы позднемеловой теропод Tarbosaurus efremovi, открытый в Умнеговь (Монголия), малая планета (2269) Ефремиана, открытая 2 мая 1976 года астрономом Н. Черных, примитивные терапсиды Syodon efremovi и ивантозавр (лат. Ivantosaurus ensifer) ― «Ивана Антоновича ящер», открытый П. Чудиновым в 1983 году, минерал ефремовит, найденный в 1985 году. К 80-летию писателя были организованы первые литературные конференции ― всесоюзные ефремовские чтения, состоявшиеся в Николаеве в 1988 году, учреждены литературная премия по фантастике (1987) и клуб научной фантастики его имени. В XXI веке ежегодные чтения проходили в посёлке Вырица, на базе местной библиотеки, носящей имя Ефремова, а также в Москве (организаторы — сотрудники сайта «Нооген»). По материалам чтений в Вырице издаются сборники. В вырицкой библиотеке энтузиасты создали небольшой музей, в посёлке именем писателя названа улица. В 2016 году Краснодонская улица в Бердянске была переименована в улицу Ивана Ефремова. 25 апреля 2017 года в Москве на доме, где в 1935—1962 годах жил Ефремов (Большой Спасоглинищевский переулок, д. 8), открыта мемориальная доска (автор — художник И. Коржев). В 2019 году новый вид рода Mesenosaurus из артинских отложений Оклахомы назван Mesenosaurus efremovi, в честь Ефремова, описавшего род и первый вид (M. romeri) в 1938 году.

## Восприятие
Феномен Ефремова рассматривается в контексте эволюции отечественной интеллигенции. Можно говорить о двух Ефремовых: один — крупный учёный и организатор науки, заведующий лабораторией в академическом учреждении, орденоносец и лауреат Сталинской премии; другой — писатель-фантаст периода оттепели, получивший огромную популярность, романтик и новатор, который привнёс лиризм и эротизм в советскую приключенческую литературу.
Произведения Ефремова формировали мировоззренческие установки тех поколений интеллигенции, чья юность пришлась на 1960-е и 1970-е годы. В силу двойственного положения он выполнял важную роль связующего звена между «физиками» и «лириками» ― представителями научно-технической и гуманитарной областей. Его книги знакомили читателей с современной западной общественной мыслью, влияли на социальное воображение интеллектуалов ― в советской действительности 1960-х годов социальный анализ и прогнозирование в рамках научной фантастики давали возможность критиковать прошлый тоталитаризм и предлагать альтернативные варианты будущего. Формальная легитимация его произведений фактически позволяла читателям знакомиться со многими нежелательными и часто запретными темами и чувствовать себя свободными от официальной идеологии, не становясь диссидентами. Олсон считал Ефремова одним из «великих космических мечтателей», наряду с такими авторами, как Рэй Брэдбери, Артур Кларк, Карл Саган, Стивен Гулд и Айзек Азимов; писательство было его бегством в мир героики и романтизма, поскольку в СССР научная фантастика давала возможность наиболее свободно выражать свои мысли. Ефремов стал одним из немногих мыслителей советского времени, которой сумел обнародовать собственную концепцию, существенно расходившуюся с официальной доктриной.

### Ефремов-учёный
Ефремов ― наиболее знаменитый советский палеонтолог позвоночных, с его именем связываются три десятилетия развития этого направления в СССР. Среди его научных достижений ― разработка положений тафономии и первые советские исследования в пустыне Гоби (1946—1949), принёсшие уникальные открытия остатков динозавров, коллекции которых составляют золотой фонд московского Палеонтологического музея. Монгольские экспедиции во многом благодаря усилиям учёного стали наиболее результативными отечественными экспедициями первой половины XX века, хотя технически они были слабо оснащены и малочисленны.
Учёный считается одним из основоположников современной тафономии, он дал определение отрасли и очертил её границы. Ефремов (1940) одним из первых увязал состав костных остатков с анализом поверхностных модификаций и химического состава костей, а также с анализом образования геологических местонахождений. Его точное определение тафономии стало первым, которое полностью соответствовало современным научным стандартам, поскольку включало диагенетические, биостратиномические и некролитические факторы и их влияние на сохранность остатков как локально, так на уровне изменений континентов. Однако вопросы и методы не были новыми, что признавал и сам Ефремов, пытавшийся объединить уже существовавшие концепты.
В 1950-е годы его тафономия не привлекала внимания на Западе и получила известность во многом благодаря Олсону, на работы которого существенно повлияла, как и на палеонтологию позвоночных в целом. В 1960-х — 1970-х годах интерес к тафономическим проблемам возрос более или менее независимо в рамках традиционных разделов палеонтологии, появилось много работ по позвоночным и беспозвоночным, позднее ― в палеоантропологии (с 1970-х годов), биоархеологии и криминалистике (с 1980-х годов), хотя Ефремов не предугадал применение своих идей. Ефремовских «законов» тафономии выявлено не было; отмечалось, что он не смог объединить различные исследования в одну область. Важная для учёного проблема исчезновения информации в окаменелостях (неполнота) не без его влияния была центральной в тафономии до конца 1980-х годов, затем подход изменился на противоположный, на первый план вышел вопрос сохранения информации. Дебаты о данной проблеме, включающие различные точки зрения на место и роль в ней Ефремова, продолжались в начале XXI века.

### Ефремов-писатель
Отмечалось, что Ефремов описал многие проблемы начала XXI века: перенаселение, демографический переход, региональную специализацию в условиях глобализации, ограничение темпов роста («Туманность Андромеды»); его представления о повышении качества жизни через снижение рождаемости, отказ от эксплуатации природных ресурсов («Час Быка») совпадали с идеями, на основе которых позднее возникла концепция устойчивого развития. Первым из советских фантастов он обратился к эротике, к проблеме эроса в культуре, пропаганде свободной любви; всерьёз воспринял проблематику гендера и затронул социокультурные стереотипы. Неоднократно отмечались его близость к феминизму, поддержка независимости женщины и гендерного равенства. Достаточно уникальным в послевоенной советской литературе было обращение к подсознанию, начатое в «Лезвии бритвы» и продолженное в «Часе Быка» и «Таис Афинской». Романы Ефремова, включавшие идею Великого Кольца, резонировали с процессами деколонизации и появлением движения неприсоединения.
Публикация «Туманности Андромеды», по распространённой оценке, стала поворотной вехой в истории советской научной фантастики, обозначила начало её «золотого века». Писатель отошёл от фантастики «ближнего прицела» и написал масштабную социально-философскую утопию, сделавшую его живым классиком жанра НФ. Роман стал самой известной и детальной коммунистической утопией, которая имела переклички с «построением коммунизма» в программе КПСС 1961 года и понималась читателями в контексте квазирелигиозной «веры в будущее». Это восприятие выразил авиаконструктор О. Антонов: «Ради такого будущего стоит жить и работать». Ефремовское «открытие будущего» ― трансцендентного и недостижимого пространства, равноудалённого от повседневной жизни, нормативных образцов и раннесоветских утопий ― привлекло к коммунистической футурологии максимально широкий круг читателей.
Наибольший читательский успех писателя и его литературное и идейное влияние пришлись на рубеж 1950-х ― 1960-х годов, взлёт популярности был отмечен и в позднесоветское время. По оценке П. Чудинова, на 1994 год книги Ефремова выдержали свыше четырёхсот переизданий на русском языке и за рубежом, их общий тираж на родине превысил 20 миллионов экземпляров. В постсоветской России, по некоторым оценкам, его аудитория существенно сократилась (частью в силу объективных изменений на книжном рынке), а в начале XXI века книги Ефремова читают мало, хотя они регулярно переиздаются. Восприятие затрудняли эзопов язык и склонность к излишней «шифровке» идей, которые сознательно искажались автором, а также свойственное утопистам стремление охватить слишком много вопросов. Эти черты позволяли вырывать из наследия Ефремова отдельные идеи, что приводило к идеологическим манипуляциям. Наследие писателя после его смерти часто помещалось в контекст правого дискурса: консерватизма и русского национализма, включая неоязычников и радикалов (например, трактовка «Часа Быка» в русле русской «космической расы» будущего); левые меньше обращались к Ефремову. В 1970-е годы часть советских фантастов, печатавшихся в «Молодой гвардии», сформировала «школу Ефремова», близкую к националистической «русской партии». Если в советское время поклонники находили в произведениях писателя коммунистические идеалы, то в постсоветской России он превратился в апологета «Агни-Йоги». В XXI веке его творчество часто обсуждали сетевые «тролли», поклонники-энтузиасты и дилетанты, которые преувеличивали ту или иную сторону в наследии Ефремова.
О Ефремове часто писали в советское время, хотя намного меньше, чем, например, об А. Беляеве. Первые работы появились в 1960-е годы, позднее писателя официально причисляли к корифеям советской литературы. Одной из лучших работ о Ефремове можно считать очерк «Через горы времени» Е. Брандиса и В. Дмитревского (1963), хотя и написанный в условиях цензуры и идеологического контроля. Помимо биографии Ефремова авторы рассмотрели и контекст — историю утопического жанра и советской фантастики. Брандис и Дмитревский, как и позднее А. Бритиков (монография «Русский советский научно-фантастический роман», 1970), считали писателя убеждённым сторонником коммунизма, отмечали его романтизм и сциентизм. Тезис о «последнем коммунисте» и авторе «последней коммунистической утопии» повторялся в 1990-е годы, но в негативном контексте (оценка В. Ревича, критиковавшего Ефремова с либеральных позиций); в книге «Перекрёсток утопий» (1998) Ревич утверждал, что создать настоящую утопию писателю помешали «коммунистические предрассудки». Вышедшая в 1987 году работа «Иван Антонович Ефремов» палеонтолога П. Чудинова в основном рассматривала его научные достижения. В 1990-е и 2000-е годы интерес к писателю снизился, о нём издавалось мало научных работ. В XXI веке к Ефремову обращаются филологи и представители различных обществоведческих дисциплин ― философ и историк И. Каспэ, литературовед В. Терёхин, филолог Е. Агапитова, политолог В. Ковалёв и др. Из зарубежных авторов о Ефремове писали Ф. Джеймисон, Д. Сувин, Л. Геллер, первым обративший внимание на мистицизм, эротизм, антитоталитаризм в его произведениях. По оценке Геллера, Ефремов

…написал исторические повести, в которых выражал протест против тоталитарного режима и предвосхищал главные темы оттепели. Он написал первую и последнюю в послевоенной советской литературе настоящую утопию; самую детальную и всестороннюю антиутопию; большой роман о мистическом общении с миром и о связи культур Запада и Востока. Этого достаточно, чтобы войти в историю литературы (а не только историю НФ), особенно же там, где подобных книг не было в течение десятилетий, а значение книги зачастую определяется не её литературными качествами, а её отношением к господствующим штампам.
В 2013 году в серии «ЖЗЛ» вышла книга О. Ерёминой и Н. Смирнова «Иван Ефремов» (2-е издание — 2017). Авторы обработали множество биографических сведений и ввели в оборот ряд новых фактов, О. Ерёмина в 2016 году опубликовала переписку Ефремова, включающую 1275 писем. Биография подверглась критике за стиль, пристрастность и преувеличение значимости Н. Рериха и «Агни-Йоги» в творчестве писателя ― авторы в значительной мере приписали Ефремову собственные взгляды. В монографии С. Сергеева (2019) впервые были профессионально и систематически проанализированы социально-политические и философские воззрения писателя, включая их «тёмную сторону». Как отмечал В. Ковалёв, анализ наследия Ефремова ещё не закончен, однако оно вряд ли будет подвергнуто радикальной ревизии ввиду полноты имеющихся материалов.

### Полемика
В конце 1970 годов израильские литературные критики, иммигранты из СССР М. Каганская, Р. Нудельман и публицист М. Агурский обвинили Ефремова в интеллектуальном антисемитизме, ницшеанстве и протофашизме (протонацизме); позднее И. Гомель отметила «криптонацистские» элементы в творчестве писателя. Согласно критикам, антииудаизм, антихристианство и «манихейский расизм» Ефремова соответствовали «теософской гностике протонацизма», с которым его сближали культ молодости и сверхчеловека, евгенические идеалы. Критикам резко возразил Л. Геллер, отметив близость обвинительной риторики к советскому навешиванию ярлыков на инакомыслящих. Позднее аналогичные критические оценки высказали историк Н. Митрохин и антрополог В. Шнирельман, с уточнением, что писатель не поддерживал идею национального превосходства. Как полагал Сергеев, анализ произведений не позволяет говорить о расизме и протонацизме Ефремова, а возложение писателем на иудаизм ответственности за мизогинию, антиэротизм и стяжательство («Таис Афинская») уравновешивается положительными оценками еврейского народа. В то же время, по всей вероятности, у Ефремова были ксенофобские стереотипы в отношении евреев («делец» и «проныра»), которые, возможно, восходили ко временам его юности и которые он старался не демонстрировать, хотя о них знали в литературных кругах.
Критиковались и взгляды писателя на отношения полов, как с позиций антифеминизма (например, публицист А. Никонов), так и с обратной точки зрения. Комиссаров писал о редукционистских или даже сексистских установках, которые видны в известной дискуссии о красоте в «Лезвии бритвы». По мнению М. Галиной, писателю не удалось избежать утилитаризма и функционализма ― в его книгах «нет переходов, полутонов, нюансов», нет мужественных женщин и женственных мужчин. Расходится с современным феминизмом и выбор гетеры в качестве главной героини («Таис Афинская») из-за её социальной роли. Комиссаров полагал, что, несмотря на большое внимание к гендерной проблематике («Час Быка»), Ефремов не вышел за рамки советского гендерного мифа, в котором эклектично смешивались декларации о равноправии и патриархальные стереотипы.
В начале XXI века в рунете велись жаркие споры о различных аспектах произведений Ефремова, фантасту посвящались тематические ресурсы. Его творчество провоцировало полемику и получало полярные оценки — от восхищения и похвалы до яростных нападок, что В. Ковалёв связывает скорее с идеологическими, а не эстетическими разногласиями. По его мнению, оценка Ефремова во многом зависит от личного отношения к возможности эгалитарного общества — утопической проблематике, которая, хотя и вытесняется на периферию жизни людей, никогда окончательно не исчезает. О Ефремове высказывались, например, Д. Быков, Д. Володихин или О. Дивов. Если Володихин отмечал тяжёлый и тягучий стиль писателя и считал его творчество «частью мемориала советской культуре», то Быков называл Ефремова выдающимся стилистом. Крайне резкую и неполиткорректную оценку «Туманности Андромеды» дал К. Крылов, чем вызвал бурную дискуссию в тематическом сегменте рунета:

…это постъядерный мир, в котором выжили, судя по всему, китайцы. Которые создали нищебродскую и стагнирующую цивилизацию… Китайский стандарт чувствуется во всём… Детей держат в интернатах, без безотцовщины коммунизма не бывает. Есть специальный остров, где мамы имеют право воспитывать своих детей… Есть также остров Забвения, куда ссылают диссидентов… Ну и охраняет это всё «организация ПНОИ — психологического надзора». Кто бы сомневался! А ведь Ефремов не был злым или дурным человеком. Просто коммунизм не бывает хорошим. Это всегда мерзость, нищебродство и гниль, даже если его пытаются выставить с самой что ни на есть лучшей стороны…
Д. Быков, напротив, высоко оценивал творчество и идеи Ефремова. С его точки зрения, судить о предвидениях писателя можно будет в далёком будущем, в котором и происходит действие его главных произведений. Быков отмечал оптимизм Ефремова по отношению к природе человека, его веру в перспективу антропологической революции, в беспредельность эволюционных возможностей человека; для Ефремова неприемлемы пессимизм, представления, согласно которым человек несовершенен и руководствуется низменными инстинктами ― при такой позиции любое общественное устройство, будь то капитализм или социализм, может стать невыносимым для жизни. Однако путь человека пролегает по лезвию бритвы, великое и прекрасное оказывается, по словам Быкова, на «тончайшей грани между диктатурой и анархией, богатством и нищетой, сентиментальностью и зверством». Быков связывал непопулярность Ефремова в постсоветской России с тем, что в условиях «дикого» капитализма возобладали установки, согласно которым животную сущность человека изменить невозможно, а капитализм является «концом истории».
Б. Межуев резко противопоставлял взгляды Ефремова философии братьев Стругацких и, шире, иудео-христианской традиции: писатель, отвергая первородный грех и постулируя добрую природу человека, следует «языческо-гуманистической», руссоистской традиции, которая включает и марксизм. Так как зло порождается искажёнными социальными отношениями, Ефремов, согласно Межуеву, приходит к мысли о необходимости революционного обновления несовершенного общества, в том числе с помощью «сверхусилий сверхлюдей».

## Членство в организациях
- Всесоюзное палеонтологическое общество[158].
- Московское общество испытателей природы[158].
- Союз писателей СССР[158].
- Американское общество палеонтологии позвоночных[англ.][158].
- Национальное географическое общество[158].
- Лондонское Линнеевское общество, почётный член[158].
- Входил в редколлегии журналов «Природа»[158], «Вокруг света» (1946―1949 ― главный редактор)[570], альманаха «Искатель»[571].

## Награды и премии
- 1945 — орден Трудового Красного Знамени — за заслуги в палеонтологии[154][572].
- 1945 — орден «Знак Почёта»[573][574].
- 1946 — премия им. А. А. Борисяка (совместно с А. П. Быстровым) ― за работу «Bentosuchus sushkini Efr. — лабиринтодонт из эотриаса р. Шарженги»[573].
- 1952 — Сталинская премия II степени — за книгу «Тафономия и геологическая летопись»[573].
- 1967[573] или 1968[575][572] — орден Трудового Красного Знамени — за заслуги в развитии советской литературы и активное участие в коммунистическом воспитании трудящихся[573].
- Пять премий от Президиума Академии наук СССР ― за палеонтологические исследования в МНР[158].
- Ряд медалей[158].

## Экранизации и документальные фильмы
- «Туманность Андромеды» (реж. Евгений Шерстобитов, киностудия им. Довженко), 1967. Полное название фильма: «Туманность Андромеды. Часть 1. Пленники Железной Звезды». Единственная полноценная попытка экранизации произведений Ефремова оказалась неудачной, продолжения не последовало. Критики отмечали слабое выражение оригинальных идей, чрезмерную торжественность, эклектичный дизайн костюмов и фанерные декорации. В 1980-е годы была выпущена переозвученная версия[576].
- «Тень минувшего» (реж. Тамара Павлюченко). Телеспектакль в шестом выпуске телеальманаха «Этот фантастический мир», 1981. Съёмки проходили в старом здании Палеонтологического музея и в песчаном карьере в Подмосковье. Отмечалась удачная игра исполнителя главной роли Ю. Богатырёва[577].
- «Откровение Ивана Ефремова» (режиссёр Неля Гульчук, киностудия «Центрнаучфильм»), 1990. Художественно-публицистический фильм включает инсценировки некоторых эпизодов главных произведений писателя[578].
- «Человек Эры Кольца. Иван Ефремов» (режиссёр Денис Чуваев), 2007. Документальный фильм.

### Научные и научно-популярные работы
- соавт. Быстров А. П. Bentosuchus sushkini Efr. – лабиринтодонт из эотриаса р. Шарженги. — М.: Изд-во АН СССР, 1940. — Т. 10. — 152 с. — (Тр. ПИН АН СССР, выпуск 1).
- Предварительное описание новых форм пермской и триасовой фауны наземных позвоночных СССР. — М.; Л.: Изд-во АН СССР, 1940. — Т. 10. — 140 с. — (Тр. ПИН АН СССР, выпуск 2).
- Taphonomy: new branch of paleontology // Pan-American Geologist. — 1940. — № 2. — P. 81―93.
- соавт. Геккер Р. Ф., Громова В. И. и др. Развитие жизни на земле: альбом наглядных пособий. — М.: Госкультпросветиздат, 1947. — 47 с.
- Тафономия и геологическая летопись: Кн. 1. Захоронение наземных фаун в палеозое. — М.; Л.: Изд-во АН СССР, 1950. — Т. 24. — 178 с. — (Тр. ПИН АН СССР).
- Руководство для поисков остатков позвоночных в палеозойских континентальных толщах Сибири. — М.: Изд-во АН СССР, 1951. — 20 с.
- Что такое тафономия // Природа. — 1954. — № 3. — С. 48―54.
- Фауна наземных позвоночных в пермских медистых песчаниках Западного Приуралья. — М.; Л.: Изд-во АН СССР, 1954. — Т. 54. — 416 с. — (Тр. ПИН АН СССР).
- соавт. Вьюшков Б. П. Каталог местонахождений пермских и триасовых наземных позвоночных на территории СССР. — М.; Л.: Изд-во АН СССР, 1955. — Т. 46. — 185 с. — (Тр. ПИН АН СССР).
- На пути к роману «Туманность Андромеды» // Вопросы литературы. — 1961. — № 4. — С. 142―153.
- Наука и научная фантастика // Природа. — 1961. — № 12. — С. 41―47.
- Тайны прошлого в глубинах времён. — М.: Знание, 1968. — 64 с. — (Новое в жизни, науке, технике. «Естествознание и религия»).
- Космос и палеонтология // Населённый космос. — Наука, 1972. — С. 91―102.

### Художественные произведения
| Рассказы; сборник рассказов и писем Романы Повести Документальная повесть |

| Год написания     | Название                      | Год публикации |
| ----------------- | ----------------------------- | -------------- |
| 1942―1943         | Встреча над Тускаророй        | 1944           |
| 1942―1943         | Эллинский секрет              | 1966           |
| 1942―1943         | Озеро горных духов            | 1944           |
| 1942―1943         | Катти Сарк                    | 1944           |
| 1942―1943         | Путями старых горняков        | 1944           |
| 1942―1943         | Олгой-Хорхой                  | 1944           |
| 1942―1943         | Голец Подлунный               | 1944           |
| 1944              | Обсерватория Нур-и-Дешт       | 1944           |
| 1944              | Последний марсель             | 1944           |
| 1944              | Атолл Факаофо                 | 1944           |
| 1944              | Бухта Радужных струй          | 1944           |
| 1944              | Белый Рог                     | 1945           |
| 1944              | Алмазная труба                | 1945           |
| 1944              | Тень минувшего                | 1945           |
| 1945—1946         | Путешествие Баурджеда         | 1953           |
| 1945—1946         | На краю Ойкумены              | 1949           |
| 1946              | Каллиройя                     | 2007           |
| 1946—1947         | Звёздные корабли              | 1947           |
| 1948              | Адское пламя                  | 1954           |
| 1952―1966 и ранее | Мои женщины: Рассказы; Письма | 2022           |
| 1954              | Тамралипта и Тиллоттама       | 2007―2008      |
| ―1955             | Дорога ветров                 | 1956           |
| 1955―1956         | Туманность Андромеды          | 1957           |
| 1958              | Сердце Змеи                   | 1959           |
| 1958—1959         | Юрта Ворона                   | 1959           |
| 1958—1959         | Афанеор, дочь Ахархеллена     | 1960           |
| 1959―1963         | Лезвие бритвы                 | 1963           |
| 1965              | Пять картин                   | 1965           |
| 1965―1968         | Час Быка                      | 1968           |
| 1969―1971         | Таис Афинская                 | 1972           |

## Комментарии
1. ↑  Центральный государственный исторический архив Санкт-Петербурга. Ф. 19. Оп. 127. Д. 2183. Л.177—178.
2. ↑  В двух автобиографиях Ефремов называл годом окончания школы 1923-й, дата аттестата ― 1924-й[20]. В удостоверении об окончании школы указаны даты обучения ― с 1921 года по 1924 год. О. Ерёмина и Н. Смирнов пишут об окончании школы зимой 1923 года и указывают даты обучения: 1921―1923[21].
3. ↑  «Изощрённые палачи умеют пытать страшно».
4. ↑  Нэмэгэту остаётся одним из самых богатых месторождений в мире по остаткам динозавров и в целом рептилий[102].
5. ↑  Возможное объяснение ― переориентация советской внешней политики с Монголии на Китай.
6. ↑  «Эллинский секрет» (идея наследственной памяти) не прошёл цензуру[207] и был издан только в 1966 году.
7. ↑  Согласно биографам, в 1947 году[247].
8. ↑  Часто используемый автором термин «олигархия» скорее отсылает к партийной борьбе в 1920-е годы, «государственный капитализм» тоже указывает на СССР ― на планете, по-видимому, нет частной собственности и конкуренции, предприятиями руководят «змееносцы» ― чиновники высшего звена и т. д.[335]
9. ↑  Сюжет главным образом следовал жизнеописанию Александра Македонского, выполненному Плутархом[340].
10. ↑  Гетера Фрина была натурщицей Праксителя, её история увлекала Ефремова[376].
11. ↑  Действие также происходит в Египте, Малой Азии, России, но не в обеих Америках, Австралии и Западной Европе[378].
12. ↑  Неизвестно, воспринял ли Ефремов идеи Фёдорова прямо или опосредованно ― через работы Вернадского или Циолковского; другие возможные источники — П. Флоренский и Е. Замятин. Схожие идеи высказывал Тейяр де Шарден, писавший о «ноосфере»[434]. И. Каспэ полагала влияние утопизма Фёдорова недоказанным, но возможным и релевантным[284].
13. ↑  Чудинов датировал письмо 1969 годом (см. «Переписку с учёными», с. 189), О. Ерёмина ― 1971-м[454].
14. ↑  Аналогично ситуации В. Шаламова[464].
15. ↑  По утверждению Галины Усовой, Т. Ефремова рассказывала, что ей удалось выполнить последнее желание Ефремова и развеять его прах над Индией, а на кладбище находится кенотаф[470].
16. ↑  Казанцев в конце 1972 года первым вступился за память Ефремова, написав письмо в ЦК[484].
17. ↑  Олсон полагал, что биостратономия И. Вейгельта (1927) имела тот же смысл, что и тафономия[179]. Ефремов считал, что идеи Вейгельта ограничиваются мелкими вопросами захоронения[515]. Терминологическая победа «тафономии» над «биостратономией» связывается в том числе с усилиями Олсона[516].
18. ↑  «Сверхсознание» и «тёмные силы» в «Часе Быка»; «тьма первобытных чувств», «хаос» и «вихри» в «Таис Афинской»[530].
19. ↑  Недоступны для исследователей его письма к Олсону, которые, по-видимому, хранятся в архивах Калифорнийского университета[554].